# Reichraminger Hintergebirge
Das Reichraminger Hintergebirge ist ein Gebirgszug der Nördlichen Kalkalpen in Österreich. Es liegt im Südosten Oberösterreichs an der Grenze zur Steiermark und zu Niederösterreich. Das Hintergebirge hat seinen höchsten Punkt im Großen Größtenberg mit 1724 m ü. A. Es gilt als das größte geschlossene Waldgebiet Österreichs und erstreckt sich über das Einzugsgebiet des Reichramingbachs. Das Gebiet wurde bis in die Mitte des 20. Jahrhunderts forstwirtschaftlich intensiv genutzt und es wurde Bergbau betrieben. Im südwestlichen Teil befinden sich naturnahe Wälder und Bäche, die Lebensräume für viele Tier- und Pflanzenarten bieten. Dieser Teil des Gebirges gehört seit 1997 zum Nationalpark Kalkalpen. Seit 2017 zählen Teile des Hintergebirges zum UNESCO-Weltnaturerbe Alte Buchenwälder und Buchenurwälder der Karpaten und anderer Regionen Europas. Das Gebirge ist nach dem Ort Reichraming benannt.

## Geographie

### Umgrenzung
Im Allgemeinen versteht man unter Reichraminger Hintergebirge die Berge im Einzugsgebiet des Reichramingbachs (Großer Bach), der bei Reichraming in die Enns mündet. Die Nordgrenze beginnt bei Reichraming und folgt der Enns nach Osten bis zur Einmündung des Gaflenzbachs. Die Ostgrenze wird von der Enns bis Altenmarkt gebildet. Im Süden verläuft die Grenze entlang des Laussabachs über den Hengstpass und den Dambach bis Rosenau am Hengstpaß. Die Westgrenze wird von der Linie Rosenau–Haslersgatter und dem Verlauf der Krummen Steyrling gebildet. Von der Krummen Steyrling über die Schreindlmauer und Schneeberg wird die Grenze nach Reichraming geschlossen. Eine genauere Grenzziehung wird in der einschlägigen Literatur nicht geführt. Im Norden wird manchmal die Hohe Dirn (1134 m ü. A.) noch zum Hintergebirge gezählt.
Das Reichraminger Hintergebirge besitzt somit eine maximale Ausdehnung zwischen der Krummen Steyrling im Westen und der Enns im Osten von 20 und von Nord nach Süd von 22 Kilometern; es umfasst eine Gesamtfläche von etwa 340 km².

### Zuordnung
Nach der Alpenvereinseinteilung der Ostalpen (AVE) gehört das Hintergebirge zu den Oberösterreichischen Voralpen (17b). Nach der Gebirgsgruppengliederung nach Trimmel gehören sie zu den Windischgarstener und Reichraminger Alpen (1650) mit Anteilen in den Steyrtaler Voralpen (1660, Schreindlmauer–Schneeberg). Nach der Oberösterreichischen Raumgliederung gehören sie gutteils zu den Enns- und Steyrtaler Voralpen, wobei aber das Massiv des Größtenbergs zur alpineren Raumeinheit des Sengsengebirges gerechnet wird. Traditionell-landschaftlich gehört der Raum zur Eisenwurzen.

### Verkehr
Entlang der Enns verläuft die Eisen Straße (B115) und die Rudolfsbahn. Im Süden verläuft die Hengstpassstraße L550 von Rosenau am Hengstpass bis nach Altenmarkt bei Sankt Gallen. Sie hat ihren höchsten Punkt am Hengstpass 985 m, unweit des Schwarzkogels. Von Reichraming führt die Anzenbachstraße nach Süden bis Anzenbach. Von Großraming verläuft eine Straße über Lumplgraben bis Brunnbach. Das Gebiet der Viehtaleralm ist über eine Straße von Kleinreifling erreichbar.
Das gesamte Hintergebirge ist durch ein rund 400 km langes Netz von Forststraßen erschlossen. Diese sind meistens für den öffentlichen Verkehr gesperrt. Auf einigen ist das Befahren mit Fahrrädern gestattet.

### Topographie

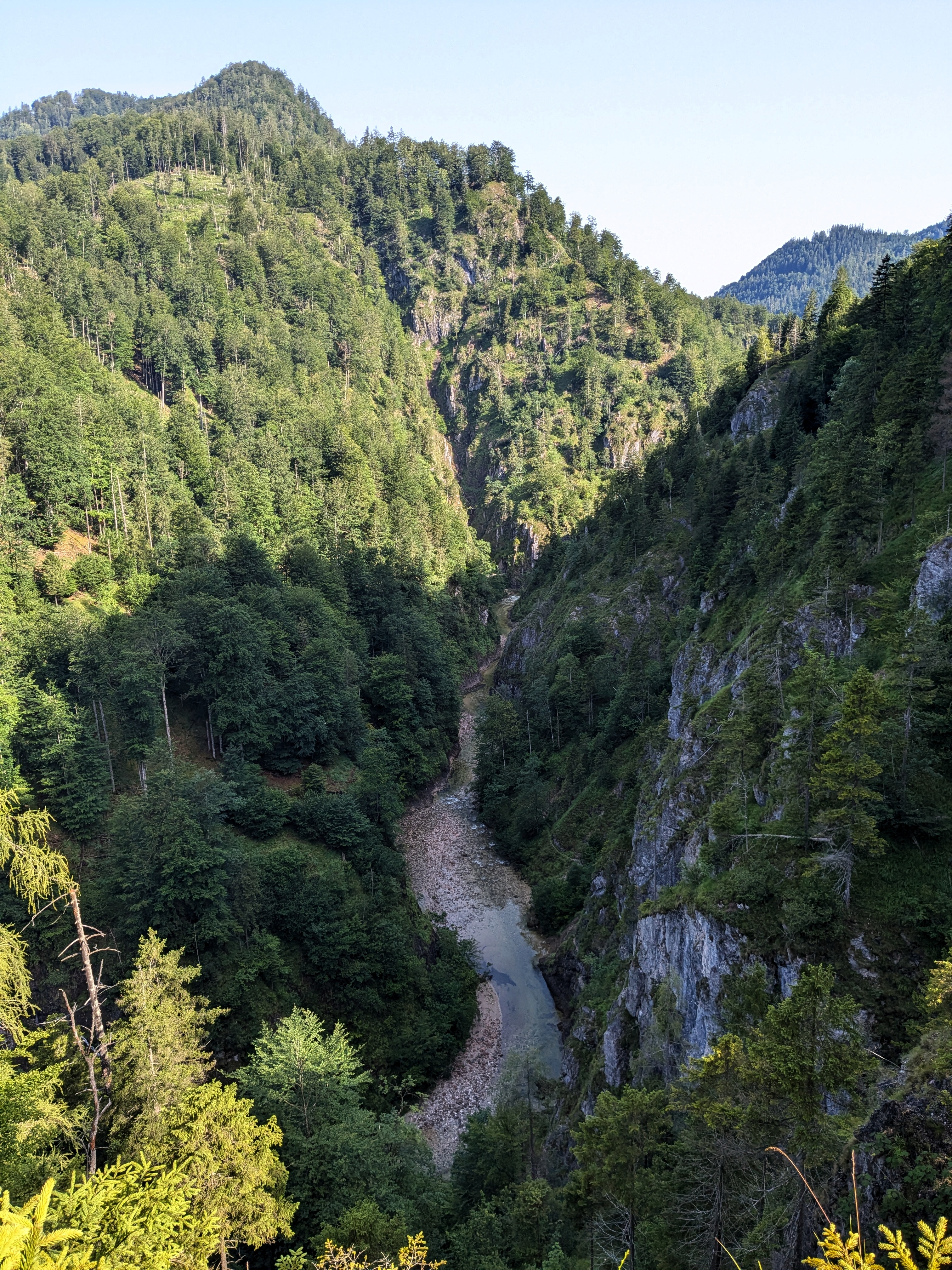
Die Große Schlucht. Blick vom Hochschlachtsteig nach Nordwesten

Das Hintergebirge ist ein kuppiges Vorgebirge der Alpen und erreicht mit dem Großen Größtenberg eine maximale Höhe von 1724 m. Charakteristisch sind dicht bewaldete Kerbtäler, die sich mit canyonartigen Durchbruchsstrecken abwechseln. Als bemerkenswertester Abschnitt gilt die Große Schlucht, in der der Reichramingerbach (dort Großer Bach) das Hintergebirge in einem tief eingeschnittenen mäandrierenden Canyon durchströmt.

### Gliederung und Gipfel
Das Kerngebiet des Reichraminger Hintergebirges gliedert sich in zwei Untergruppen, den Großen Größtenberg (1724 m ü. A.) mit Alpstein (1443 m ü. A.) und Nebenbergen, und die Gruppe Langfirst (1469 m ü. A.) – Wasserklotz (1504 m ü. A.) – Schwarzkogel (1554 m ü. A.) – Kampermauer (1394 m ü. A.) im Süden, die durch den obersten Reichramingbach (Sitzenbach) getrennt sind.
Den Ostteil rechts des Reichramingbachs bilden der Dürrensteigkamm, in weitem Sinne die Gruppen Bodenwies (1543 m ü. A.) – Kühberg (1415 m ü. A.) und Almkogel (1513 m ü. A.) – Ennsberg (1373 m ü. A.), sowie der Fahrenberg (1253 m ü. A.), die durch den Mayerhofer Bach (Hammergraben) bei Kleinreifling respektive den Lumplbach bei Reichraming getrennt sind.
Links am Reichramingbach befindet sich der Zug Schreindlmauer (1293 m ü. A.) – Schneeberg (1244 m ü. A.).

### Gewässer

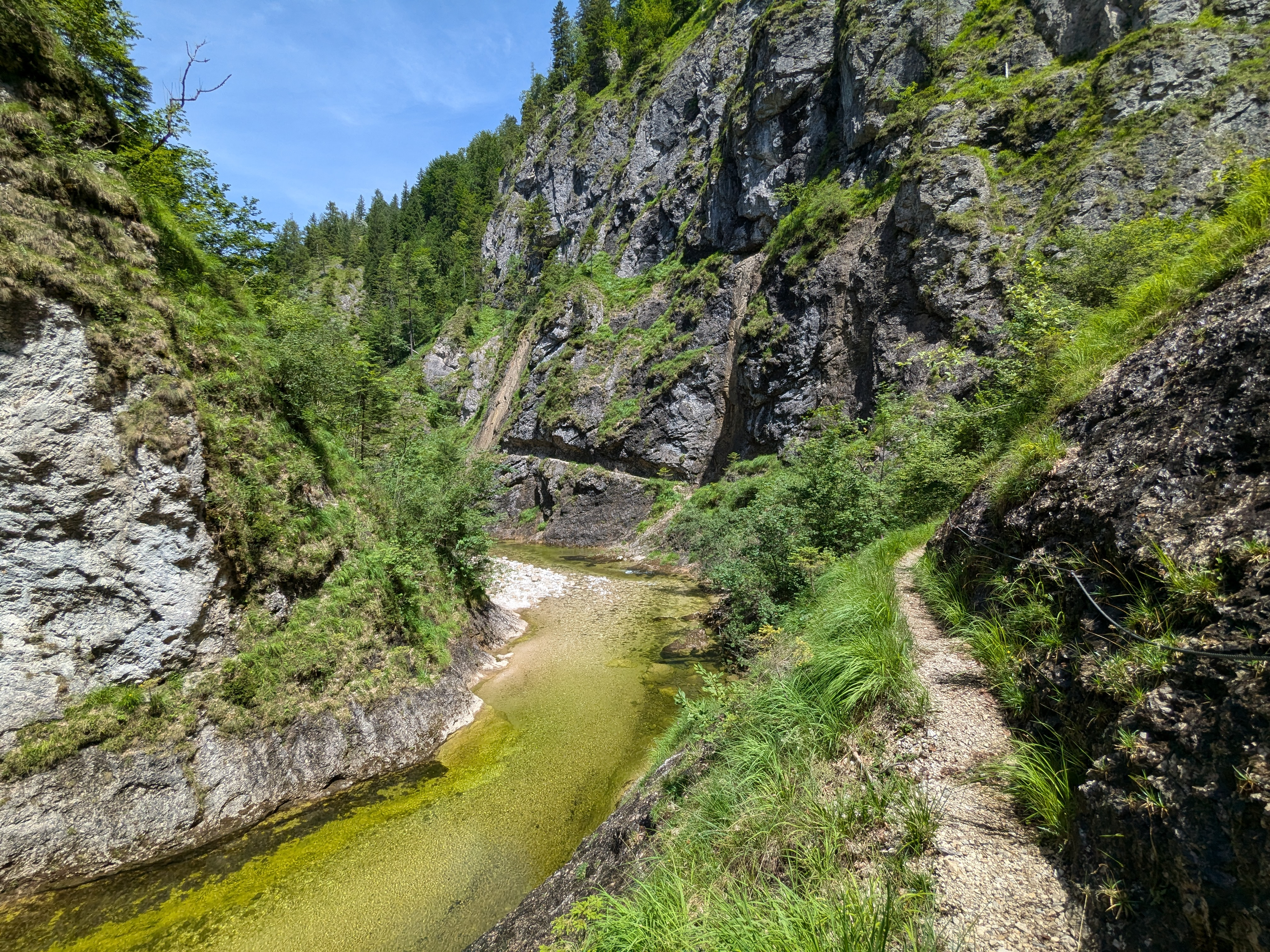
Der Große Bach in der Großen Schlucht, Triftsteig

Der Reichramingbach ist das Hauptgewässer des Gebiets und sein Einzugsgebiet von rund 170 km² liegt vollständig im Reichraminger Hintergebirge. Sein Mittellauf wird als Großer Bach bezeichnet und ist in einem weitgehend natürlichen Zustand, der auch in den kleinen Zubringern erhalten ist. Die natürliche Gewässermorphologie mit ausgeprägter seitlicher Erosion und Schotterbänken ist dort besonders typisch erhalten. Generell ist das oberflächige Gewässernetz des Hintergebirges im Nationalpark bis in die Quellbereiche weitgehend vollständig erhalten. Der Großteil der Gewässer wird den Gewässergüteklassen 1 und 2 zugeordnet und ist damit sehr naturnah. Zu den zahlreichen kleineren Bächen gehören etwa Lumplbach und Plaißabach. Außerhalb des Nationalparks sind große Abschnitte in den Unterläufen der Bachtäler zum Schutz der Siedlungen und Straßen durch Querbauten und Geschiebesperren in ihrem Abflussverhalten wesentlich verändert worden. In einigen Fällen sind längere Ufer- und Sohlverbauungen vorhanden. Der Borsee ist das einzige Stillgewässer im Reichraminger Hintergebirge. Es ist ein künstlicher See, der durch die wiederhergestellte Schleifenbachklause aufgestaut wird.

## Geologie

### Tektonik

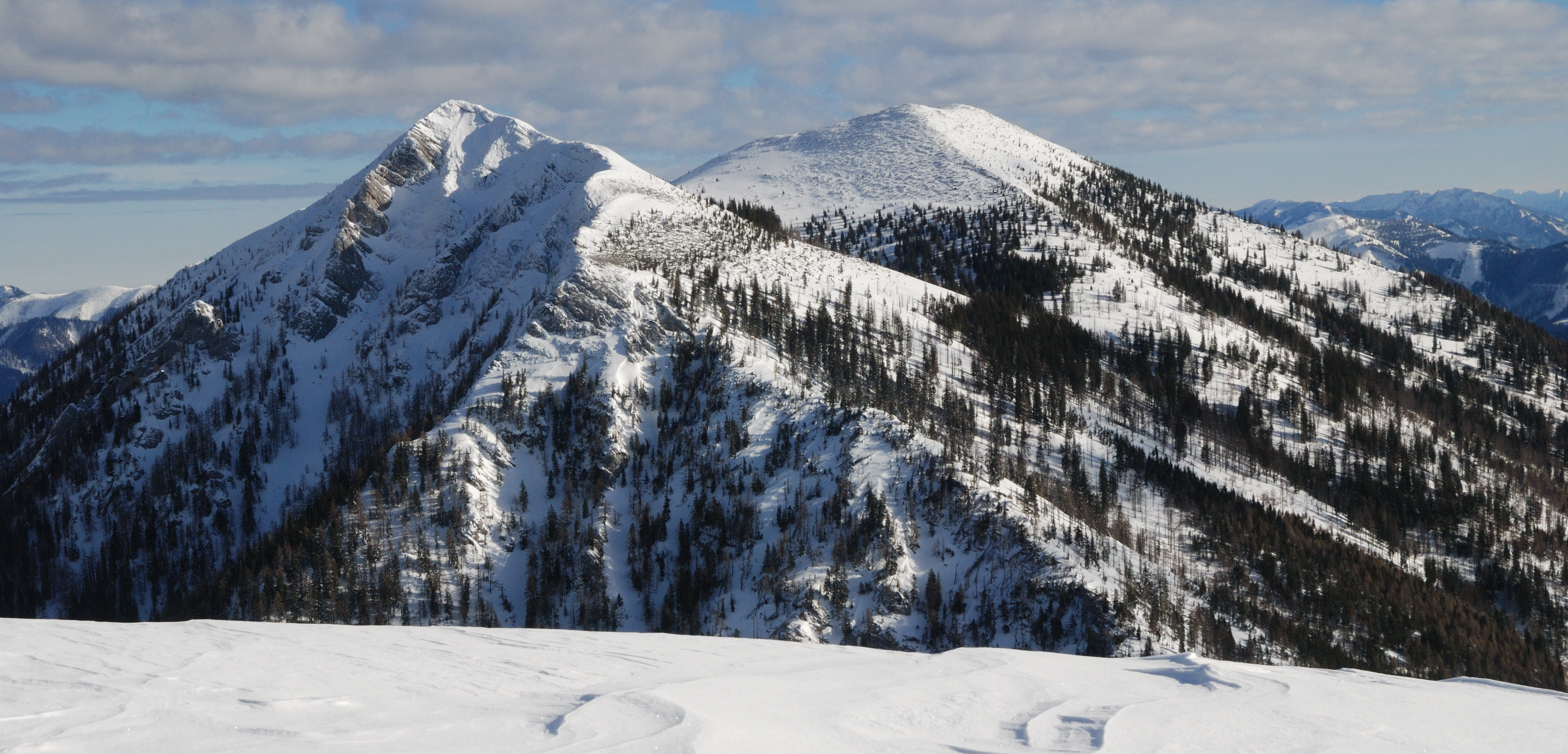
Antiklinale des Kleinen und Großen Größtenbergs

Das Reichraminger Hintergebirge ist ein Teil der Nördlichen Kalkalpen und wird von Gesteinen des Tirolischen Deckensystems und Bajuvarischen Deckensystems aufgebaut. Ganz im Südwesten befindet sich die landschaftsprägende Antiklinale der Staufen-Höllengebirgs-Decke, die zum Tirolikum gehört. Sie zieht vom westlich gelegenen Sengsengebirge über den Größtenberg bis zum Großen Bach im Osten. Nach Norden schließt das deutlich größere und jüngere Bajuvarikum an. Dort bilden die Weyerer Bögen die bedeutendste tektonische Querstruktur in den Nördlichen Kalkalpen. Die ost-west-verlaufenden Ketten der nördlichen Kalkalpen sind in diesem Bereich in eine südliche Richtung umgebogen. Sie zieht von der Mooshöhe im Süden über Brunnbach-Lumplgraben nach Großraming im Norden. Das Tiefbajuvarikum (TB) der Weyerer Bögen wird als Frankenfelser Decke bezeichnet, das Hochbajuvarikum (HB) als Lunzer Decke. Westlich der Weyerer Bögen wird das TB als Ternberger Decke bezeichnet, das HB als Reichraminger Decke.

### Lithostratigraphie

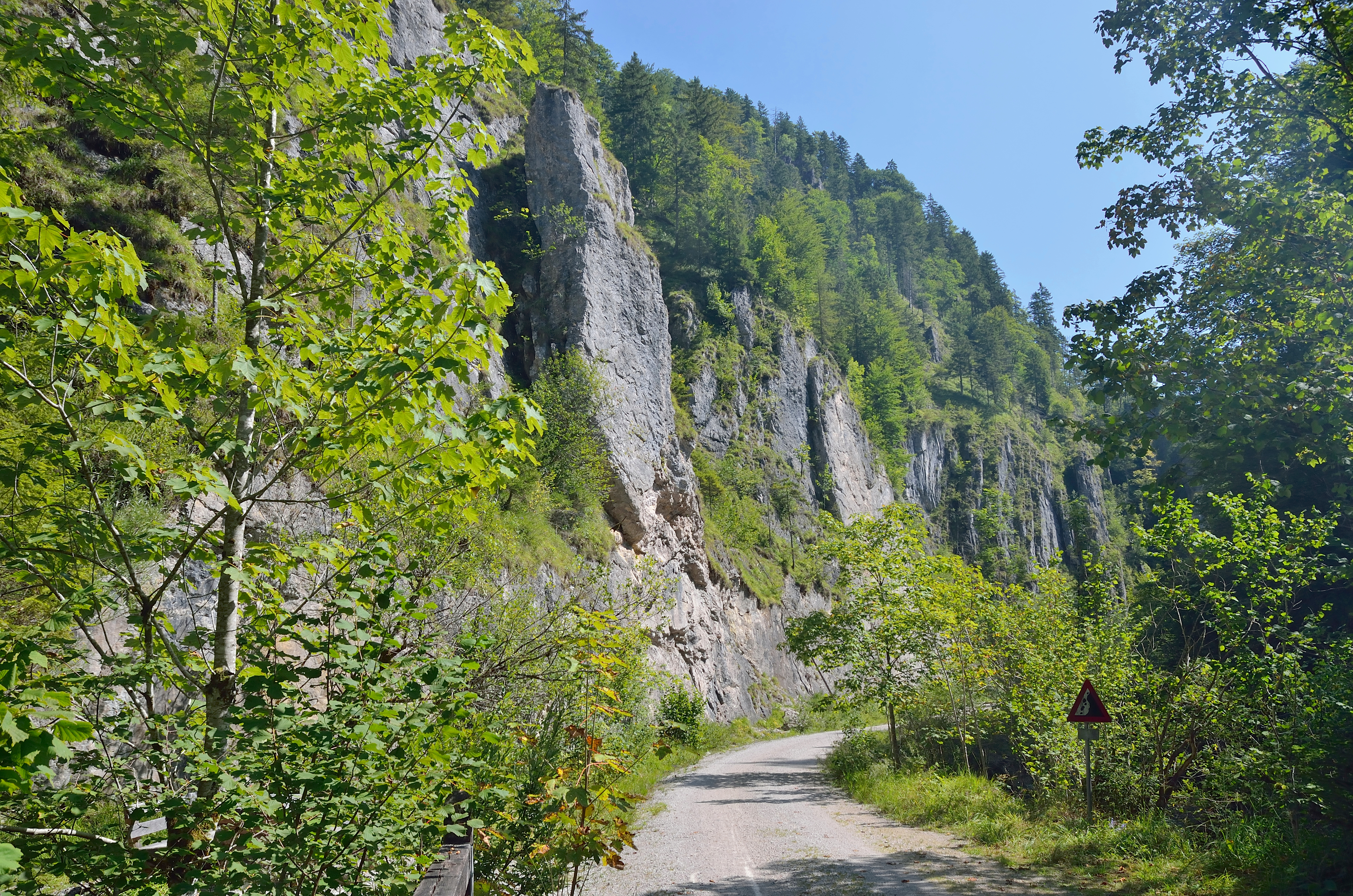
Steilstehender Hauptdolomit in der Großen Schlucht

In ihrem zentralen Teil besteht die Höllengebirgsdecke fast ausschließlich aus Wettersteinkalk, der vom Anisium bis zum frühen Karnium der Trias vor etwa 247 bis 235 Millionen Jahren aufgebaut wurde. Im Gegensatz zum senkrecht stehenden Wettersteinkalk des Nordrands, wo dessen Deckschichten abgeplatzt sind, findet sich am Gebirgsfuß im Süden teilweise die lithostratigraphisch ursprüngliche Abfolge der Schichten wieder. Es sind dies die Lunz-Formation, Opponitz-Formation und Hauptdolomit. Der Hauptdolomit, der vor allem die Reichraminger Decke bildet, lagerte sich während des späten Karniums und des Noriums vor etwa 235 bis 208 Millionen Jahren ab. Im Norden beträgt die Mächtigkeit des Hauptdolomits etwa 300 m. Gegen Süden nimmt die Mächtigkeit zu und erreicht bis zu 900 m. Kalke aus dem Jura spielen im Hintergebirge eine untergeordnete Rolle. Entlang der Weyerer Bögen sind mit der Gosau-Gruppe großflächig kreidezeitliche (Turonium bis Maastrichtium) Ablagerungen aufgeschlossen. Mehrere Typlokalitäten von Formationen der Gosau-Gruppe (Weißwasser-Formation, Brunnbach-Formation) liegen im Hintergebirge.
Bei Weißwasser liegen die Gosau-Ablagerungen auf einem Erosionsrelief, dessen Senken und Hohlräume teilweise mit Bauxit ausgefüllt sind. Die Bauxitvorkommen enthalten vorwiegend ein Gemenge aus Böhmit und Hämatit. Diese Bauxittaschen entstanden im Turon in einem einst feuchtheißen tropischen Klima. Teilweise sind im Bauxit erhöhte Urangehalte bemerkenswert, die auf sekundäre Uranminerale, wie Tyuyamunit, Metatujamunit und Metazeunerit zurückzuführen sind.

### Ehemalige Vergletscherung

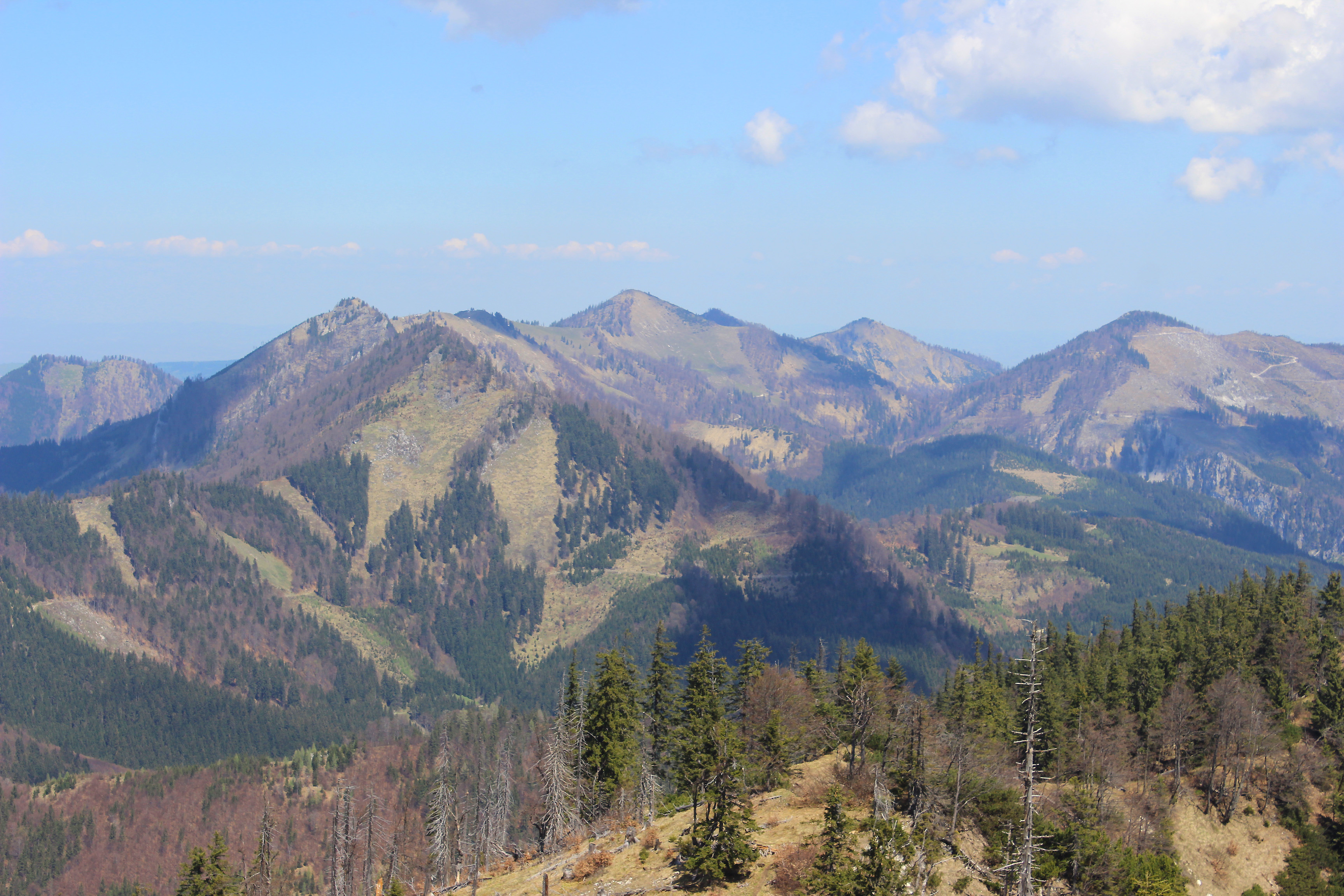
In den Ostflanken des Dürrensteigkamm konnten sich während der Eiszeiten aufgrund des vorherrschenden Westwinds große Schneemengen ansammeln.

Das Hintergebirge war während der Eiszeiten teilweise vergletschert. Insbesondere während der Riß-Kaltzeit war der südliche Teil von ausgedehnten Eisströmen bedeckt. Im Riß erstreckte sich der Ennsgletscher in seiner größten Ausdehnung bis in die Talweitung bei Großraming. Dabei stand der Eisstrom im engen Ennstal südlich von Weyer noch in Kontakt mit den Lokalgletschern aus den ostorientierten Karen des Dürrensteigkamms. Die ausgedehnte Vergletscherung erreichte auch das Tal des Großen Baches und der Krummen Steyrling. Die Vergletscherung im Becken von Windischgarsten und an der Nordseite der Haller Mauern war so stark, dass das Gebiet um den Hengstpass völlig von Eis bedeckt wurde. Von dort flossen die Eismassen einerseits über das Laussabachtal zum Ennstal, andererseits aber auch über die niedrigeren Sättel (Haslersgatter bis Ahornsattel) des Reichraminger Hintergebirges nach Norden ab. Die Abflussrichtung der Eismassen ist durch einen erratischen Block aus Glimmerschiefer bei der Großen Klause belegt.
Während der letzten Eiszeit im Würm war die Vergletscherung deutlich geringer. Das Gebiet war nur von kleinen Lokalgletschern auf den höchsten Erhebungen geprägt, wie etwa im Ahorntal am Größtenberg. Kleine Gletscher entwickelten sich wieder in den ostseitigen Karen des Dürrensteigkamms.

### Hydrogeologie

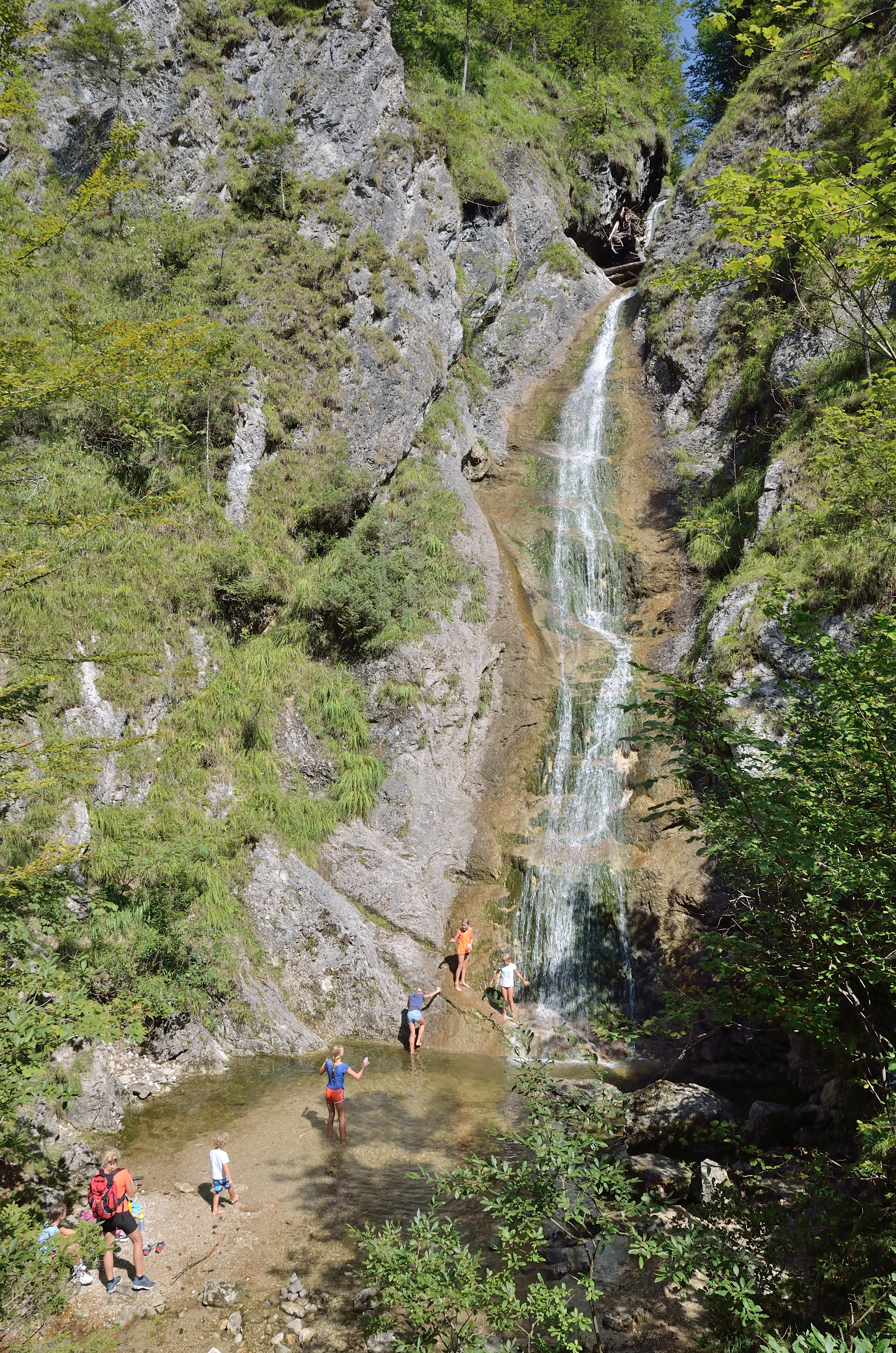
Der Schleierfall des Hochschlachtbaches bei seiner Mündung in den Schwarzen Bach (Hauptdolomit)

Für den Hauptdolomit ist ein oberflächennaher Abfluss typisch. In seinem Verbreitungsgebiet treten in der Regel zahlreiche kleine Quellen auf, die in Gräben aus der Schuttbedeckung oder oberflächennahen Klüften zusammen sickern. In Mulden des Hauptdolomits können verkarstungsfähige Kalke eingeschaltet sein, wo sich Schwinden oder Karstquellen befinden.
Die Antiklinale aus Wettersteinkalk des Größtenberggebiets ist zur Gänze intensiv verkarstet und seine Hochlagen sind durch Wasserlosigkeit gekennzeichnet. Im Nordosten wird der Wettersteinkalk von wasserstauenden Schichten unterlagert. Dort befindet sich die Quellgruppe der Haselquellen in der Haselschlucht. Die oberste und stärkste Quelle ist die Haselhöhle (Goldloch) (Kat.Nr. 1652/2). Sie bricht breitflächig aus liegenden Schichtfugen hervor und ist mit einer Schüttung von 50–60 l/s (Niederwasser) der stärkste Quellhorizont des Hintergebirges.

### Höhlen
Die Höhlen im Hintergebirge werden in mehreren Untergruppen des Österreichischen Höhlenverzeichnisses verwaltet. Mit Stand 2002 sind etwa 70 Objekte bekannt.
In der Gruppe 1653 (Größtenberg) liegt der über 400 m tiefe, teilweise wasserführende Krestenbergschacht (Kat.Nr. 1653/1), die nach den vorliegenden Angaben derzeit tiefste und längste Höhle des Reichraminger Hintergebirges. In der Rabenmäuerhöhle (Kat.Nr. 1653/8) wurden Knochen von Höhlenbären gefunden. Ganz im Süden liegt die Gruppe 1652 (Langfirst-Kampermauer) mit der Haselquellhöhle (Goldloch), eine kleine Wasserhöhle. Im flächenmäßig größten Gebiet 1655 (Almkogel-Ennsberg) sind die geschützten und versperrten, sehr tropfsteinreichen Objekte in den Arzmäuern (Tropfsteinhöhle, Kat.Nr. 1655/6 sowie Schichtfugenhöhle, Kat.Nr. 1655/7) zu nennen.
| Name                               | Kat.-Nr. | Vermessungslänge [m] | Vertikalerstreckung [m] |
| ---------------------------------- | -------- | -------------------- | ----------------------- |
| Krestenbergschacht                 | 1653/1   | 1789                 | 412                     |
| Preissner Höllucke                 | 1656/3   | 805                  | 139                     |
| Schichtfugenhöhle in den Arzmäuern | 1655/7   | 255                  | 91                      |
| Tropfsteinhöhle in den Arzmäuern   | 1655/6   | 217                  | 18                      |

## Böden

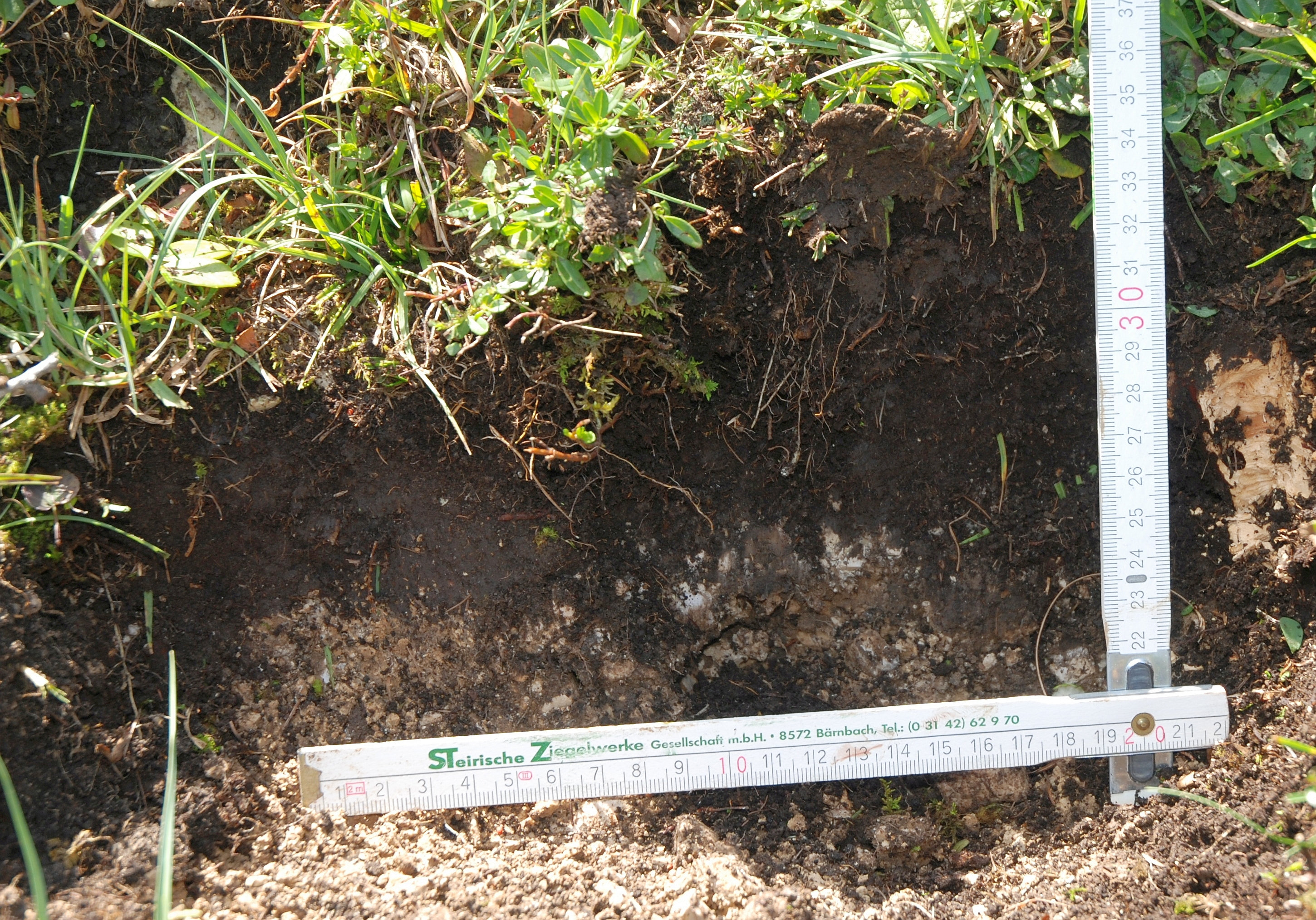
Seichtgründige Rendzina auf Hauptdolomit am Nordfuß des Wasserklotzes

Das anstehende Gestein und die klimatische Lage bestimmen den größten Anteil der Böden im Hintergebirge. Entsprechend diesen Faktoren sind im Gebiet großflächig seichtgründige Kalksteinbraunlehme und Braunerden unterschiedlicher Mächtigkeit in den Waldgebieten entwickelt. Kalksteinbraunlehme sind Palöoböden, die durch die geringe Vergletscherung des Gebietes erhalten blieben. In höheren Lagen befinden sich vor allem Rendzinen in all ihren Entwicklungsstufen. Entkalkte Hanggleye entstanden durch den Einfluss von Hangwasser. Selten sind auf stauenden Gesteinen, wie Lunzer Schichten, Pseudogleye ausgebildet. Kleinstflächig sind Moorbildungen mit Torfböden vorhanden, etwa südlich des Langfirsts mit dem Moor bei Stummerreuth. Auenböden sind selten, da die meist engen Kerbtäler kaum Talböden ausbilden. In den Bachtälern treten schotterreiche Schwemmböden auf, die in den einzelnen Bächen entsprechend dem Ausgangsgestein charakteristische Ausbildungen zeigen.

## Klima

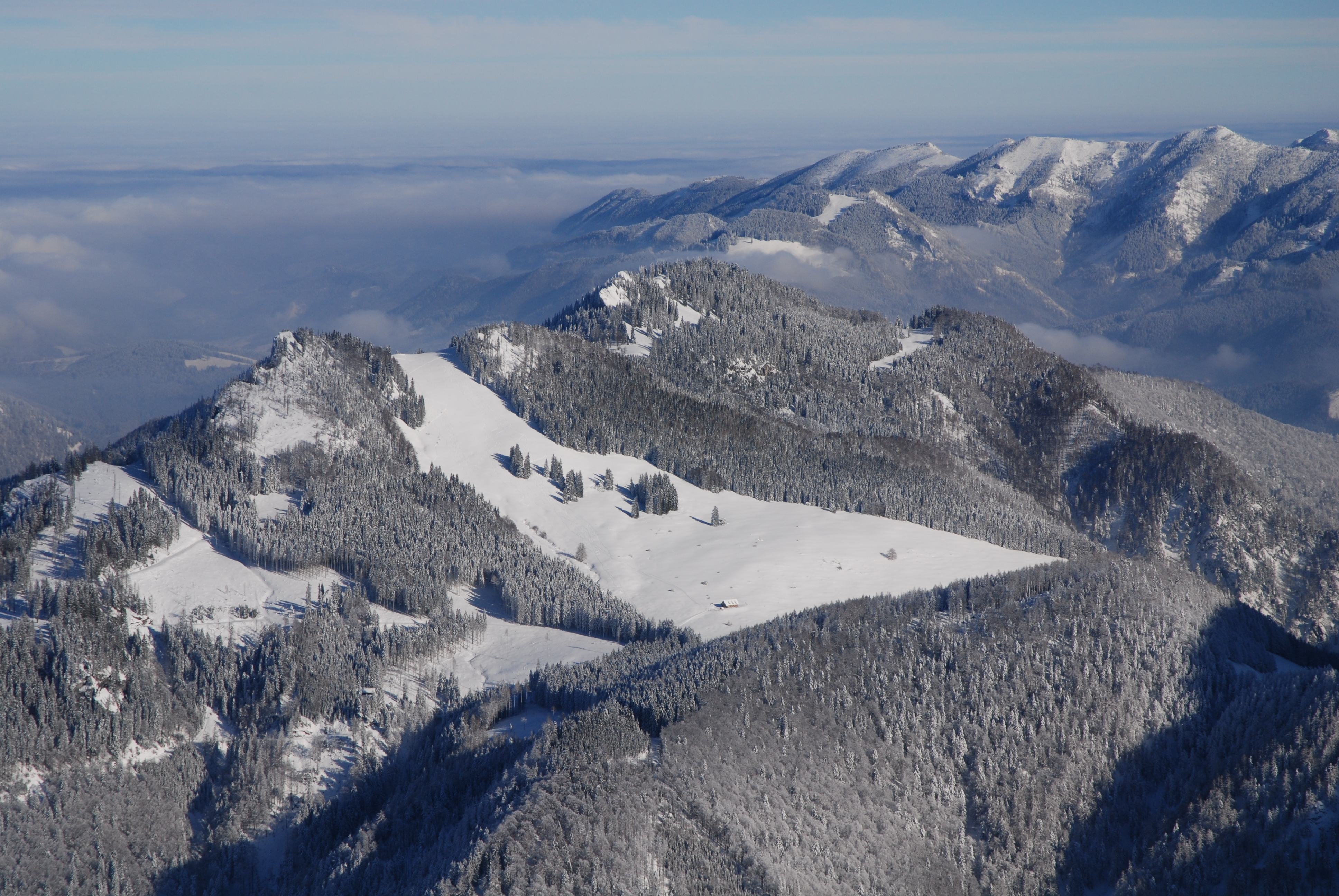
Hochwinterliche Inversionswetterlage. Im Tal ist es kälter als auf den Bergen. Blick zur Schaumbergalm mit Trämpl und Alpstein.

Im Rahmen der Forschungstätigkeit im Nationalpark Kalkalpen wurden seit 1993 rund 40 Klimastationen eingerichtet. Davon liegen einige im Reichraminger Hintergebirge, wie die Messstation am Zöbelboden. Die Klimadaten zeigen eine für die Gebirge der Nördlichen Kalkalpen typische Temperatur- und Niederschlagsverteilung: kühle und niederschlagsreiche Sommer und niederschlagsarme Winter. Die Jahresniederschläge bewegen sich in einer Größenordnung von 1200 bis knapp 2000 mm, wobei der Niederschlag kontinuierlich mit der Seehöhe zunimmt. Maximalwerte werden im Bereich Größtenberg und Almkogel erreicht. In freien höher gelegenen Bereichen dominieren West- und Nordwestwinde, die häufig mit Niederschlag einhergehen. Bedingt durch den oftmaligen Wolkenstau am Kalkalpen-Nordrand fällt in den höheren Lagen überdurchschnittlich viel Schnee. Durch die Höhendifferenz von etwa 1300 Metern ergeben sich markante Temperaturunterschiede zwischen den Tallagen und den Gipfelregionen des Hintergebirges. Die durchschnittliche Jahrestemperatur beträgt am Nordfuß etwa 8,0 – 10,0 °C, während am Gipfel des Größtenbergs die Jahresdurchschnittstemperatur 2–4 °C nicht überschreitet.
Die engen Täler, insbesondere bei Nord-Süd-Ausrichtung, zeigen sehr geringe Sonnenscheindauer und sind bei niedrigem Sonnenstand im Winter mehrere Monate ohne direkten Sonnenschein. Sie weisen ein abweichendes Mikroklima auf. Die Täler sind, insbesondere im Winter, durch häufige Inversionswetterlagen geprägt.
|                        | Jan   | Feb  | Mär   | Apr  | Mai   | Jun   | Jul   | Aug   | Sep   | Okt   | Nov  | Dez   |   |      |
| Mittl. Temperatur (°C) | −0,6  | 0,2  | 2,9   | 7,4  | 11,8  | 15,1  | 16,8  | 16,7  | 12,3  | 9,0   | 4,2  | 0,8   | ⌀ | 8,1  |
|                        |       |      |       |      |       |       |       |       |       |       |      |       |   |      |
| Niederschlag (mm)      | 129,0 | 93,0 | 142,0 | 97,0 | 169,0 | 165,0 | 163,0 | 161,0 | 157,0 | 109,0 | 88,0 | 113,0 | Σ | 1586 |

|  |

|  |

|  |

|  |

|  |

|  |

|  |

|  |

|  |

|  |

|  |

|  |

|  |

|  |

|  |

|  |

|  |

|  |

|  |

|  |

|  |

|  |

|  |

|  |

## Flora und Vegetation

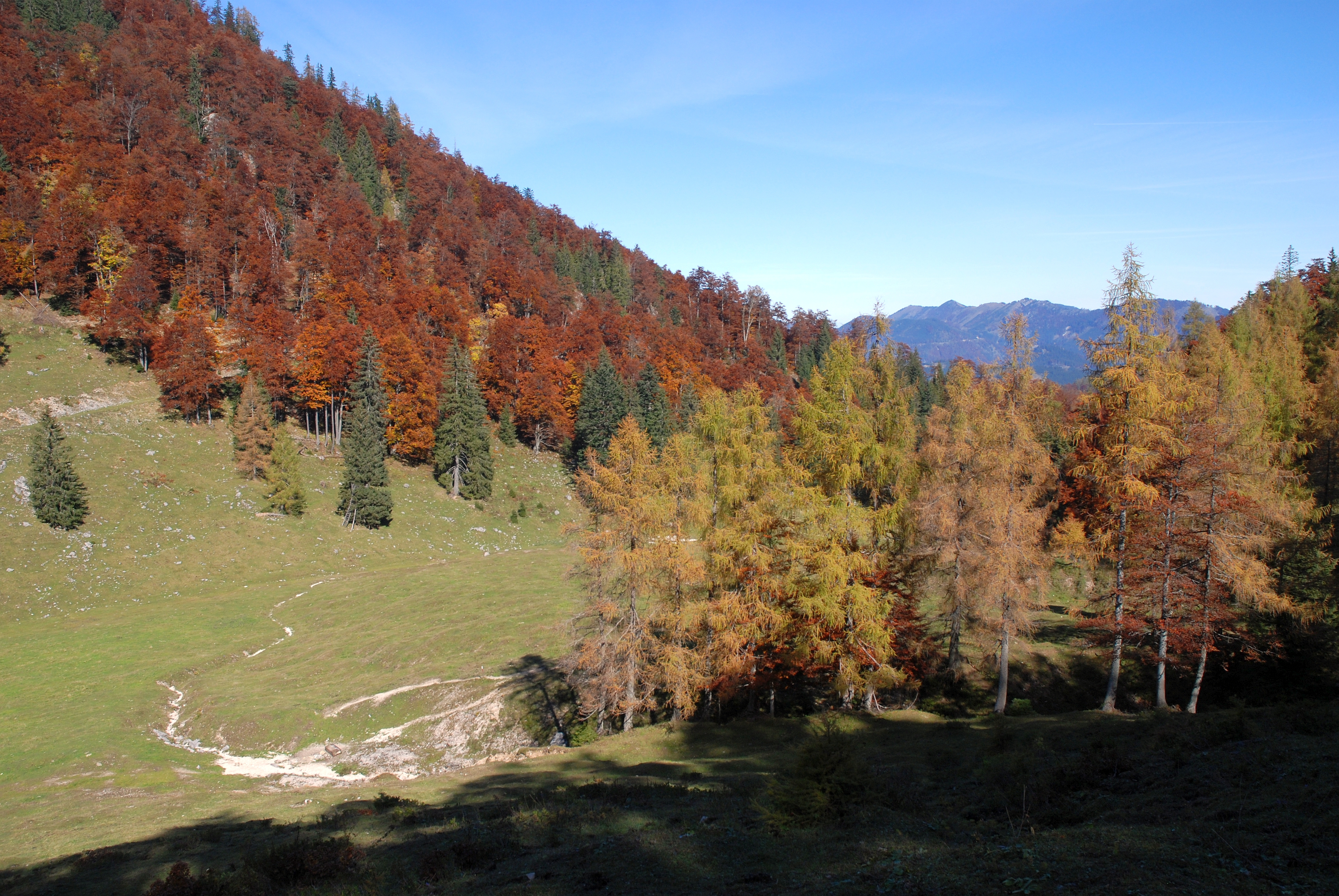
Herbstlicher Buchenwald am Ahornsattel. Der gemeinsame Bestand mit Lärchen ist eine Besonderheit des Nationalparks Kalkalpen.

Die potenzielle natürliche Vegetation im Hintergebirge ist ein Rotbuchenwald. In tiefen Lagen würde die Buche Reinbestände bilden und mit zunehmender Höhe in einem hochmontanen Fichten-Tannen-Buchenwald vorkommen. Ein Schneerosen-Fichten-Tannen-Buchenwald (Helleboro nigri-Fagetum) wäre die großflächig bestimmende Waldgesellschaft im Reichraminger Hintergebirge. Durch die jahrhundertelange Förderung der Fichten für die Köhlerei wurden Tanne und Buche stark dezimiert oder sogar verdrängt. Insbesondere in produktiven Lagen im östlichen Hintergebirge, außerhalb des Nationalparks, wachsen großfläche fichtendominierte Bestände, oft auch in Monokultur. Im Nationalpark Kalkalpen dominieren Fichte mit 45 Prozent und Rotbuche mit 36 Prozent. Im Südwesten gibt es die größte zusammenhängende Buchenwaldfläche. Vor allem in den sehr unzugänglichen Bereichen Jörglgraben und Hintere Saigerin finden sich sehr alte Bestände mit einem Alter von über 200 Jahren. Mit zunehmender Höhe werden die Buchen von Fichten und Lärchen abgelöst, die am Größtenberg die Waldgrenze bilden. Über der Waldgrenze bildet die Bergkiefer den für ostalpine Kalkgebirge typischen Krummholzgürtel.

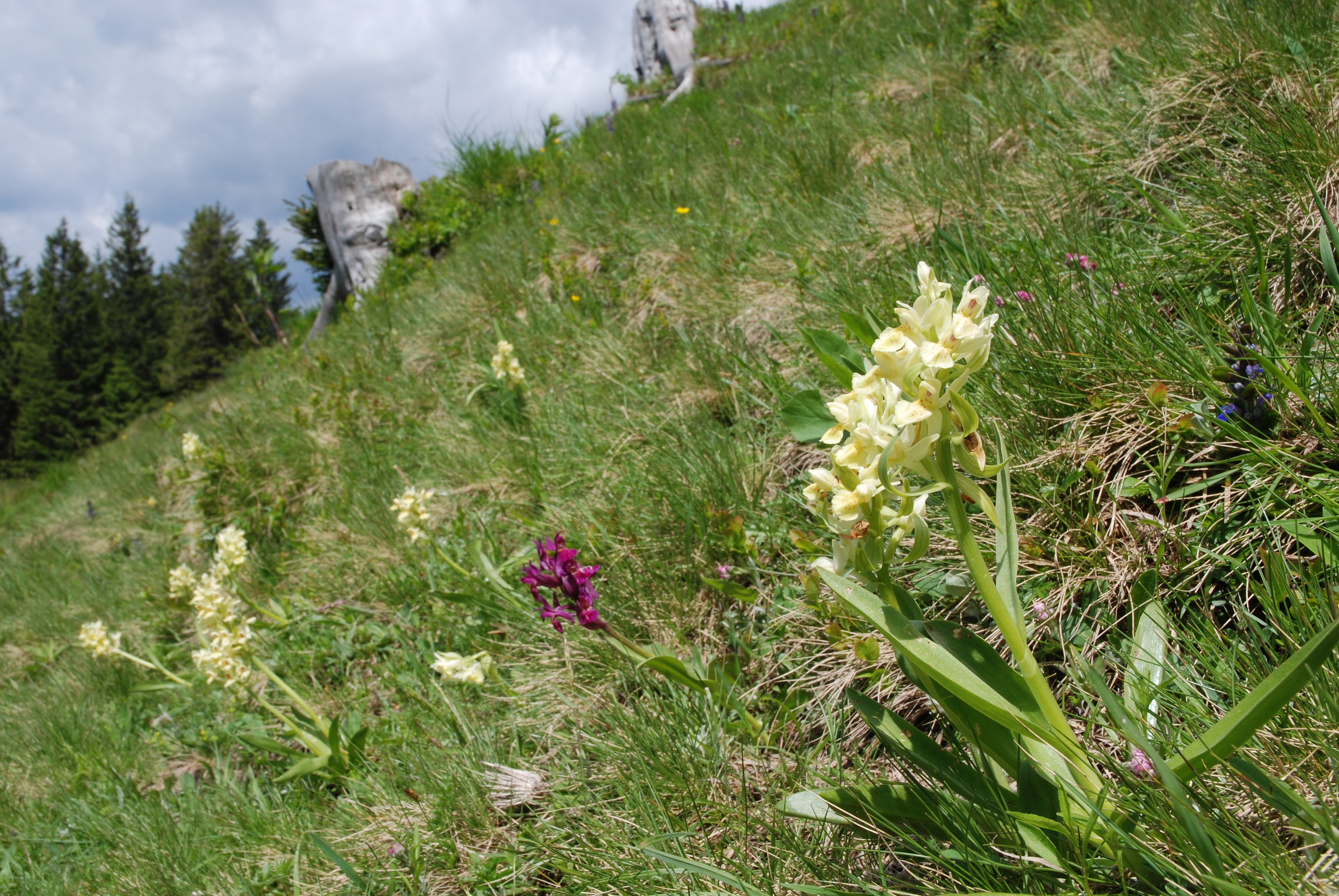
Holunder-Knabenkraut am Schwarzkogel

In der Talweitung oberhalb der Großen Klause befinden sich Schotterauen mit Lavendel-Weide (Salix eleagnos) und Grau-Erle (Alnus incana). Am oberen Ende dieser Verebnung ist der Talboden stark vernässt. Dort stockt ein, für Oberösterreich seltener, Grauerlen-Bruchwald mit unterschiedlichem Anteil an Schwarz-Erle (Alnus glutinosa) und Gemeiner Esche (Fraxinus excelsior). Im Unterwuchs ist der Eisenhutblättrige Hahnenfuß (Ranunculus aconitifolius) sehr häufig. In der Verlandungszone des Borsees entwickelt sich ein großflächiges Röhricht. Dieses besteht aus Rohrglanzgras  (Phalaris arundinacea), Wald-Simse (Scirpus sylvaticus), Rohr- (Typha sp.)  und Igelkolben (Sparganium sp.) sowie Schwimmendem Laichkraut (Potamogeton natans). Im Mündungsbereich des Schleifenbaches in den See befindet sich ein Schwarzerlen-Sumpfwald.
Das einzige Moor im Hintergebirge befindet sich an der Südseite des Langfirstes bei der Edlbacherreith (Stummerreuth) und umfasst etwa 10 ha. Das vielgestaltige Gebiet besteht aus einer Fläche mit Davall-Seggen-Quellmoor, einer tiefen Bachschlucht mit Grauerlenwald, einer Pfeifengraswiese und einer geschlossenen Torfmoosdecke, die in einen dichten Bestand der Bergkiefer übergeht.
In den Schluchten steigen einige alpine Arten bis auf 550 Meter herab. In der Großen Schlucht, entlang des Triftsteigs wurden etwa Clusius-Primel (Primula clusiana), Petergstamm (Primula balbisii)  und das Alpen-Fettkraut (Pinguicula alpina) nachgewiesen.
Weitere bemerkenswerte Pflanzenvorkommen befinden sich im Gebiet des Hengstpasses. Im stark versauerten Bürstlingrasen der Schwarzkogel-Westflanke wachsen seltene Arten wie die Woll-Königskerze (Verbascum alpinum), und das gelb- und rotblühende Holunder-Knabenkraut (Dactylorhiza sambucina).

### Moose

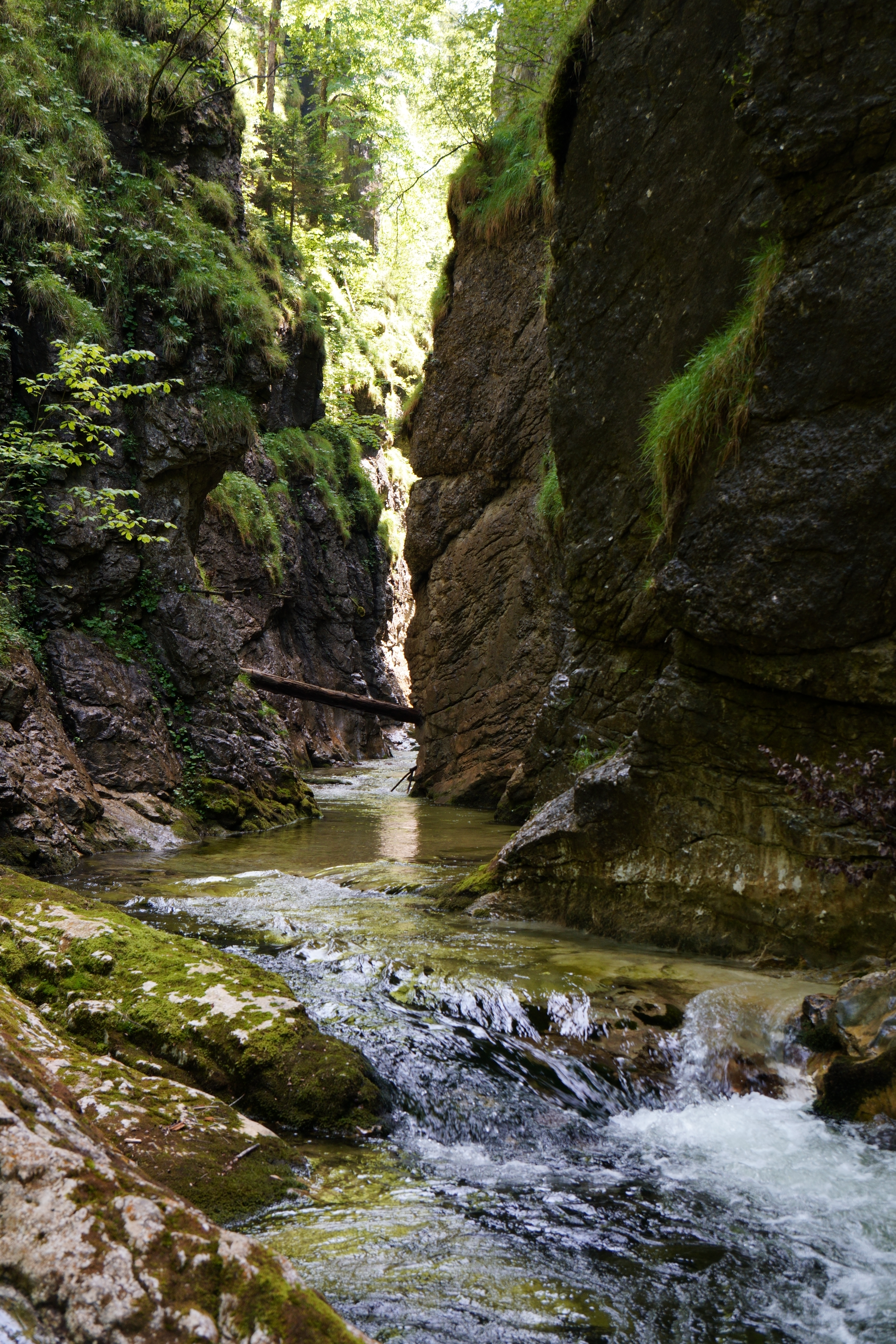
In der Haselschlucht gedeiht eine reichhaltige Moosflora

Der oberflächlich verwitternde Hauptdolomit bietet für Moose kein dauerhaftes Substrat und die Moosflora ist verglichen mit anderen Regionen der Kalkalpen weniger artenreich. Dennoch wachsen im Hintergebirge Arten, die in Oberösterreich sonst nirgends gefunden wurden und besonders in der Totholzflora gibt es eine Reihe bemerkenswerter Arten. So besitzt das seltene Hypnum fertile im Reichraminger Hintergebirge seinen Verbreitungsschwerpunkt innerhalb Österreichs. Auch finden sich Arten, die empfindlich auf Luftverschmutzung reagieren oder sehr sauberes, kühles Wasser benötigen. In der schwer zugänglichen Haselschlucht gedeiht eine reiche und hochinteressante Moosflora, da dort der Hauptdolomit durch verschiedene Gesteinsarten ersetzt wird.
Folgende bemerkenswerte Arten seien erwähnt:
- Dicranum viride
- Calliergon cordifolium
- Cinclidotus aquaticus
- Neckera pennata

### Funga
Die Pilz-Flora im Hintergebirge gilt derzeit noch als unzureichend erforscht. Vor allem in Wäldern mit viel Totholz erreichen die Baumpilze (holzzersetzende lignicole Pilze) eine hohe Diversität. Die meisten Arten holzbewohnender Pilze finden sich an Fichte und Buche. Als charakteristischer Buchenholz-Bewohner gilt der Zunderschwamm (Fomes fomentarius). Auch das Buchen-Eckenscheibchen (Diatrype disciforims) und der Buchen-Schleimrübling (Oudemansiella mucida) zeigen eine enge Bindung zur Buche.

### Flechten
Bei einer Flechtenkartierung am Zöbelboden 2005 wurden insgesamt 102 epiphytische bzw. epixyle (auf Totholz vorkommend) Taxa auf 88 markierten Trägerbäumen registriert. Die günstigen Feuchteverhältnisse ermöglichen eine artenreiche Flechtenvegetation. Auch der hohe Anteil von Totholz im Untersuchungsgebiet fördert die Flechtendiversität. 21 % der Flechtentaxa im Untersuchungsgebiet sind in der Roten Liste gefährdeter Flechten  angeführt. 10 % der Taxa gelten als gefährdet, 6 % der Taxa sind regional als stark gefährdet oder als „vom Aussterben bedroht“ eingestuft. Überwiegend entspricht das Arteninventar der kollinen bis montanen Stufe im Nordstau der Kalkalpen. Besonders Großflechten  zeigen durch ihre Wuchsform oder durch krankhafte Verfärbungen häufig eingeschränkte Vitalität. Das Hintergebirge ist Rückzugsort für Arten, die besonders empfindlich auf Luftverschmutzung reagieren. Die sehr seltene Art Lobaria amplissima wurde zwischen Gschwendtalm und Gamsstein nachgewiesen.

## Fauna

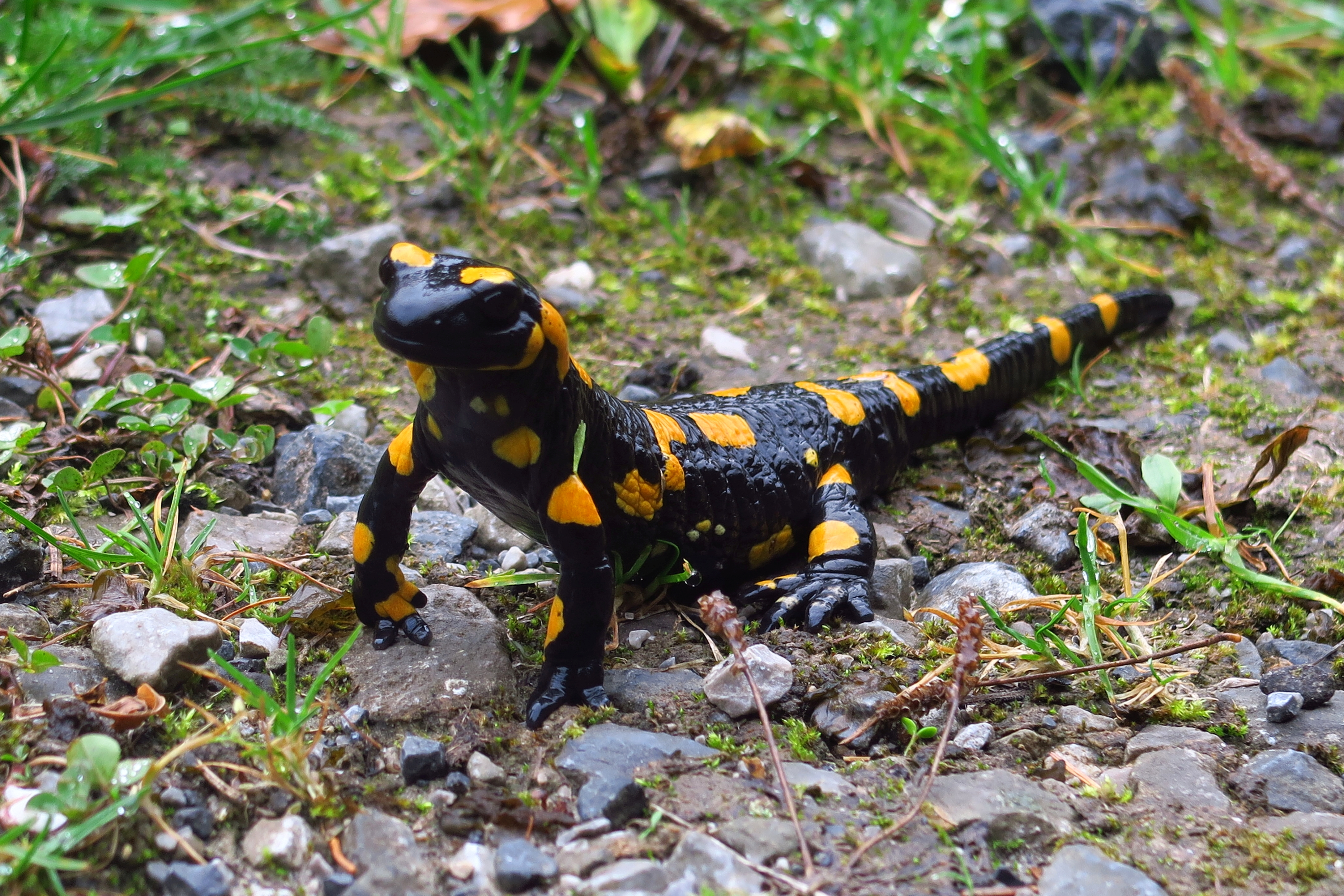
Feuersalamander westlich des Schwarzkogels

Das Reichraminger Hintergebirge ist reich an Wildarten. Rehe (Capreolus capreolus), Rothirsche (Cervus elaphus) und Gämsen (Rupicapra rupicapra) sind in bedeutenden Populationen vorhanden. Um die kleine Population des Eurasischen Luchses (Lynx lynx) stabil zu halten wurden 2017 das Luchsmännchen Juri und Luchskatze Aira von der Schweiz in den Nationalpark übersiedelt. Als Neozoon ist der Marderhund (Nyctereutes procyonoides) im Hintergebirge verbreitet.
Im weit verzweigten, weitgehend naturnahen Bachsystem ist die Wasseramsel (Cinclus cinclus) typisch und weit verbreitet. Auch der Schwarzstorch (Ciconia nigra) brütet in mehreren Paaren in den abgelegenen Waldgebieten, wobei die Bäche wichtige Nahrungsquellen darstellen. Mit Birkhuhn (Lyrurus tetrix), Haselhuhn (Tetrastes bonasia) und Auerhuhn (Tetrao urogallus) sind drei Raufußhuhnarten im Gebiet heimisch. Dreizehen- (Picoides tridactylus) und Weißrückenspecht (Dendrocopos leucotos), Sperlings- (Glaucidium passerinum) und Raufußkauz  (Aegolius funereus) besitzen gute Vorkommen von landesweiter Bedeutung. Der Steinadler  (Aquila chrysaetos) brütet in mehreren Paaren in felsdurchsetzten Waldgebieten zwischen 1000 und 1400 m.
Für den Alpensalamander (Salamandra atra) sind einige Bachtäler im zentralen Hintergebirge von hoher Bedeutung. Der Feuersalamander (Salamandra salamandra) bevorzugt die Waldgräben im Reichraminger Hintergebirge. Bergmolch  (Ichthyosaura alpestris) und Grasfrosch (Rana temporaria) sind die häufigsten Amphibienarten.
Im Reichramingbach gibt es das in Oberösterreich einzige bekannte Vorkommen von autochthonen Bachforellen (Salmo trutta fario) (Donaustammform). Bemerkenswert sind dort auch Bestände der Äsche (Thymallus thymallus) und das häufige Auftreten der Koppe (Cottus gobio). Im Großen Bach und in anderen steinigen, naturbelassenen Waldbächen kommt der Steinkrebs (Austropotamobius torrentium) vor, welcher aufgrund des fehlenden Fischbesatzes kaum von der Krebspest betroffen ist.

## Naturschutz

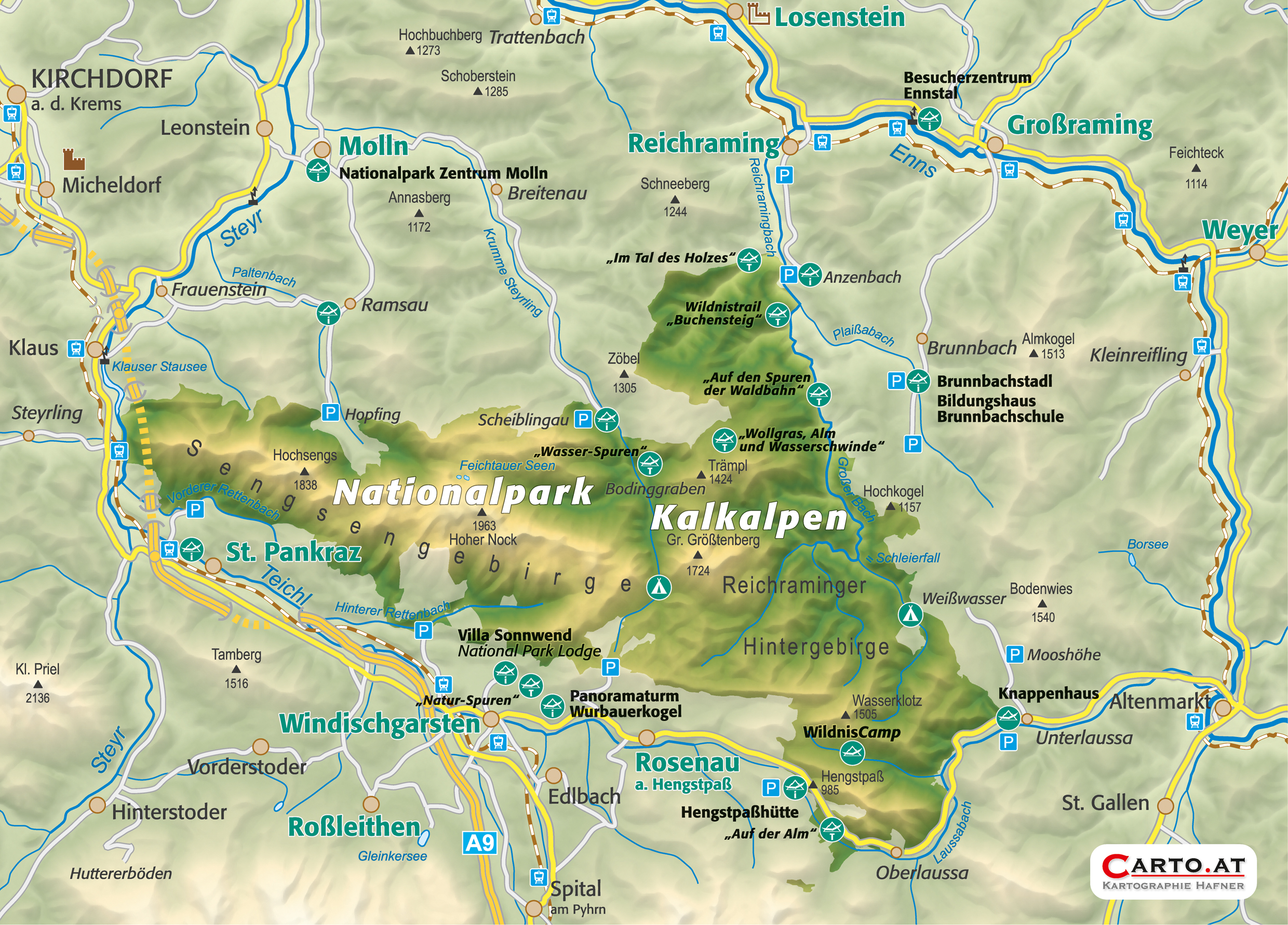
Übersichtskarte Nationalpark Kalkalpen

Seit 1997 ist der südwestliche Teil des Reichraminger Hintergebirges Teil des Nationalparks Kalkalpen. Der Bereich erstreckt sich ungefähr vom Haslersgatter im Westen bis zum Großen Bach im Osten und umfasst vor allem Flächen im Besitz der Österreichischen Bundesforste. Der Nationalpark ist seit 1998 ein IUCN Schutzgebiet der Kategorie II. Seit 2004 ist der Nationalpark auch Ramsargebiet und Natura-2000-Gebiet (Europaschutzgebiet sowohl nach FFH-Richtlinie als auch Vogelschutzrichtlinie). 2017 wurden Teile des Reichraminger Hintergebirges zusammen mit dem Urwald Rothwald und anderen Wäldern Europas zum UNESCO-Weltnaturerbe Alte Buchenwälder und Buchenurwälder der Karpaten und anderer Regionen Europas erhoben.
Der Gründung des Nationalparks gingen zwei geplante Großprojekte im Reichraminger Hintergebirge voraus, die von den verschiedenen Interessenvertretern sehr kontrovers diskutiert wurden. 1981 war ein Testgelände im Bereich des Föhrenbachtals für die Kanonenhaubitze Gun Howitzer Noricum des steirischen Herstellers Noricum, einem Tochterunternehmen der VÖEST, geplant. Anhaltende Proteste aus allen Teilen der Bevölkerung veranlassten schließlich die VÖEST den Antrag zurückzuziehen. Als 1982 Pläne bekannt wurden, dass die Ennskraftwerke AG am Reichramingbach zwei große Speicherkraftwerke mit rund 100 Meter hohen Staumauern errichten wollte, nahmen die unterschiedlichen Interessenvertreter erneut sehr unterschiedliche Standpunkte ein. Die Auseinandersetzung gipfelte schließlich mit der Besetzung der Kraftwerksbaustelle, was zu einer Reihe von Prozessen führte. Nachdem im Frühjahr 1984 die Unwirtschaftlichkeit des Projektes vom Wirtschaftsministerium bestätigt und die Erklärung zum bevorzugten Wasserbaugebiet zurückgezogen wurde, und Menschen aus allen Bevölkerungs- und Altersschichten, quer durch alle politischen Parteien, anfingen Widerstand zu leisten, mussten die bereits begonnenen Vorarbeiten wieder eingestellt werden und das Projekt wurde schließlich aufgegeben. 1983 wurden erste Pläne zur Errichtung eines Nationalparks im Hintergebirge erstellt. 1989 forderten mehrere NGOs in der sogenannten „Mollner Erklärung“ die Errichtung eines Nationalpark Kalkalpen. 1990 erfolgte der Beschluss der Oberösterreichischen Landesregierung zur Planung eines Nationalparks.

## Forschung
Seit 1992 betreibt das Umweltbundesamt am Zöbelboden im Hintergebirge eine Intensivforschungsstation für Messungen der Luftgüte. Diese Messstation ist Teil des Integrated Monitoring, einem transeuropäischen Netzwerk zur Erforschung der langfristigen Auswirkungen von Luftverschmutzungen aus nicht lokalen Quellen, sondern aus dem großräumigen Hintergrund. Die Untersuchungsgebiete von meist etwa 1 km²  sind abgrenzbare Ökosysteme. Mit standardisierten Methoden werden Stoffeinträge, deren Wirkung auf das Ökosystem und deren langfristige Entwicklung untersucht.

## Bergsport

### Wandern

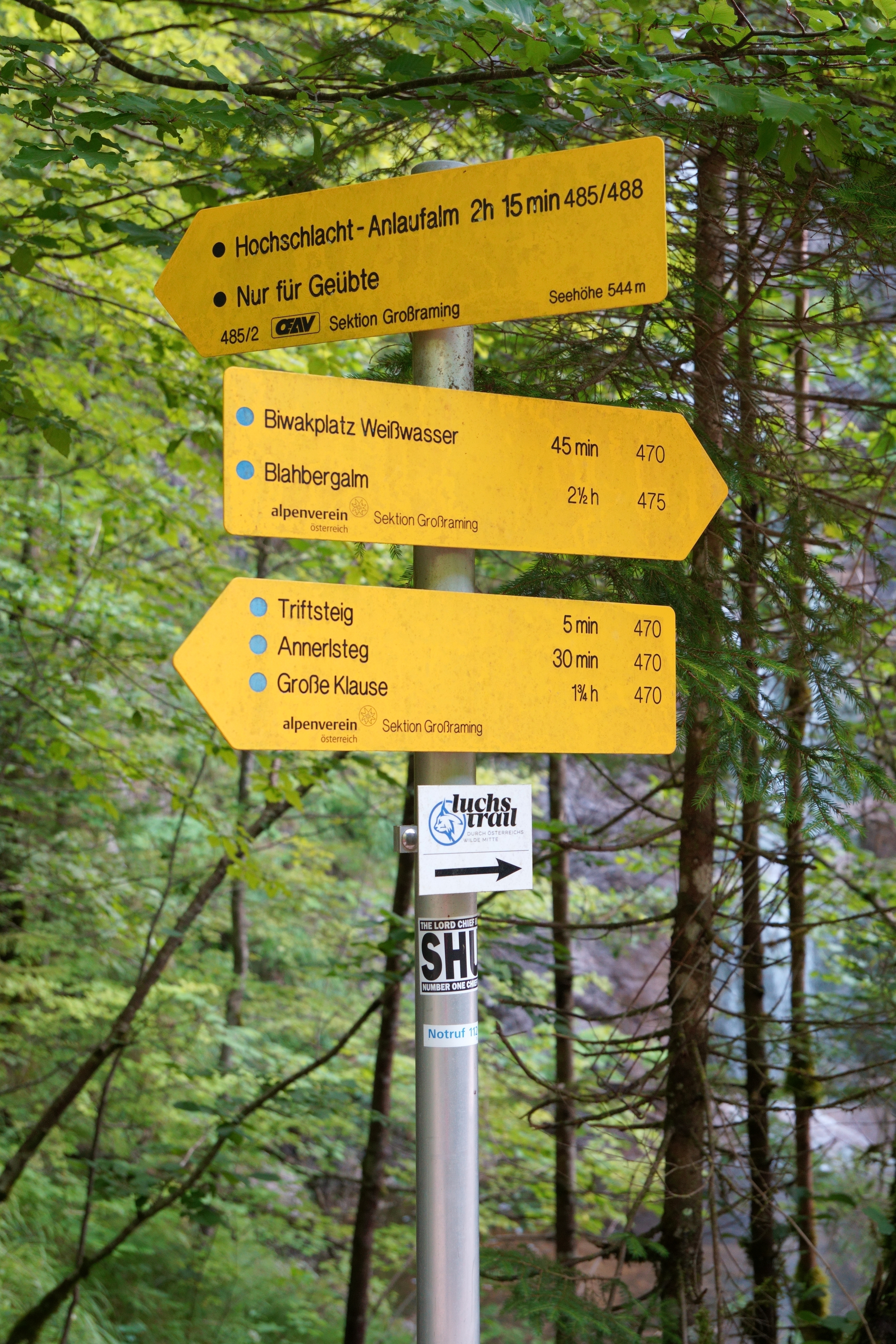
Beschilderung im Hintergebirge am Weg 470

Das markierte und beschilderte Wegenetz im Reichraminger Hintergebirge wird vom Österreichischen Alpenverein und von den Naturfreunden gewartet. Der Weg Nr. 470 durchquert das Gebirge von Reichraming im Norden nach Muttling im Süden. Hütten der Naturfreunde als auch private Unterkünfte bieten Übernachtungsmöglichkeiten für Wanderer.
Stützpunkte im Hintergebirge mit Übernachtungsmöglichkeit (Auswahl):
| Hütte        | Höhe | Betreiber    |
| ------------ | ---- | ------------ |
| Ennser Hütte | 1293 | Naturfreunde |
| Ebenforstalm | 1100 | privat       |
| Stallburgalm | 1032 | Naturfreunde |
| Anlaufalm    | 0982 | privat       |
| Sonnrißhütte | 0810 | Naturfreunde |

### Alpinismus
Das Klettergebiet Kampermauer bietet etwa 300 Routen zwischen dem 3. und 9. Schwierigkeitsgrad. Ebenfalls an der Kampermauer befindet sich der Klettersteig Geiler Hengst. Der Triftsteig durch die Große Schlucht wurde 1985 wieder Instand gesetzt und ist ebenfalls als Klettersteig ausgewiesen.

### Mountainbiking

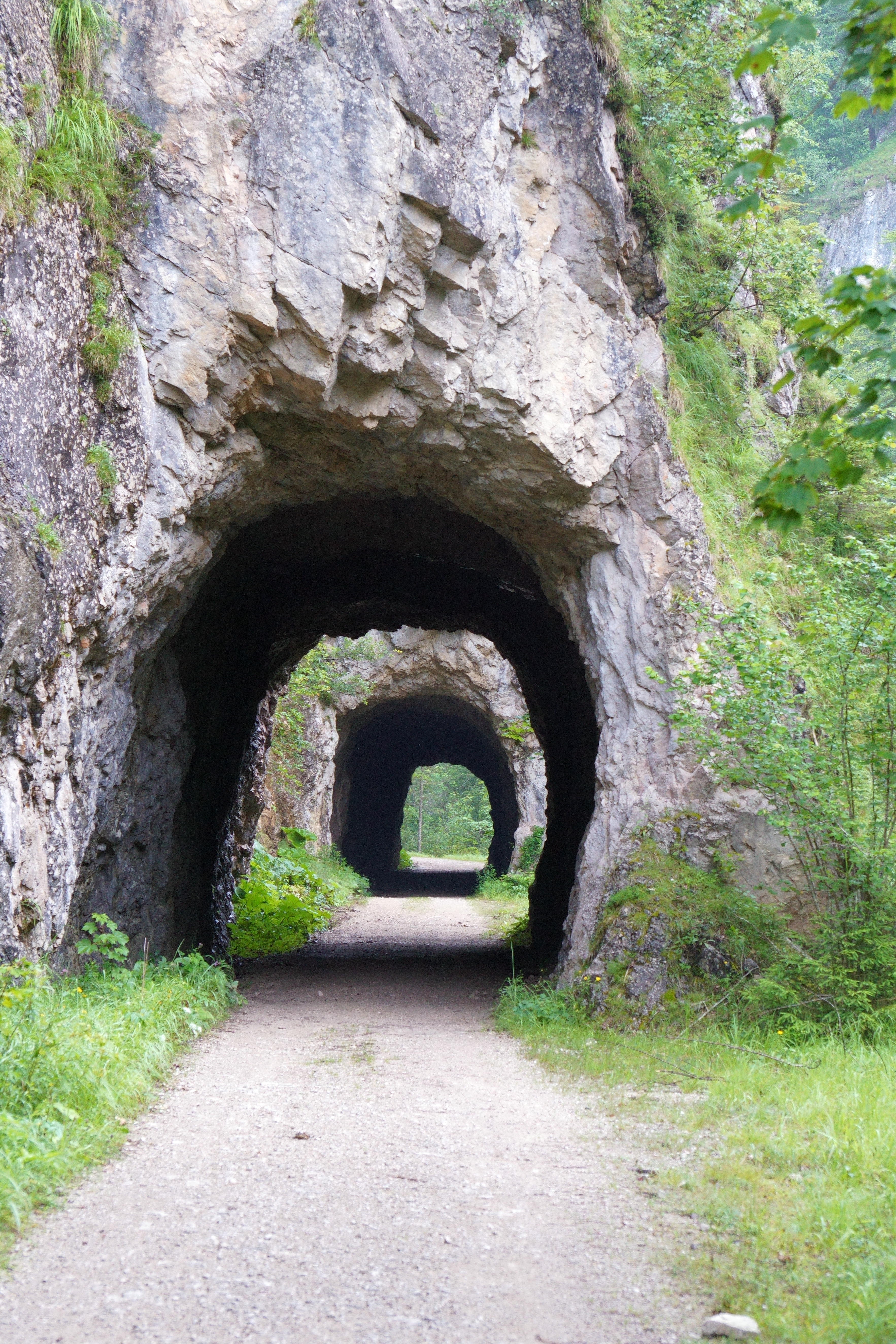
Tunnel am Hintergebirgsweg

Der Hintergebirgsweg (R9) durchquert das Reichraminger Hintergebirge von Reichraming bzw. Großraming im Norden nach Unterlaussa im Süden. Entlang des Reichramingbachs verläuft er zu einem Großteil auf der 1971 stillgelegten Trasse der Waldbahn Reichraming. Radfahren ist von 15. April bis Ende Oktober gestattet. Die Anlaufalm, in der Nähe des R9, ist ein beliebtes Ziel von Mountainbiketouren.
Eine der anspruchsvollsten ausgewiesenen Touren ist der Hintergebirgsmarathon. Auf einer Wegstrecke von 47 km werden rund 1000 Höhenmeter überwunden.

### Wintersport
Das Reichraminger Hintergebirge ist auch für Schneeschuh- und Skitouren geeignet. Das ehemalige Skigebiet bei der Viehtaleralm ist Ausgangspunkt mehrerer Routen. Die im Winter bewirtschaftete Ennser Hütte ist Ziel einer beliebten Ski- bzw. Schneeschuhtour. Im Süden werden Wasserklotz und Schwarzkogel häufig besucht.

## Wirtschaft

### Forstwirtschaft

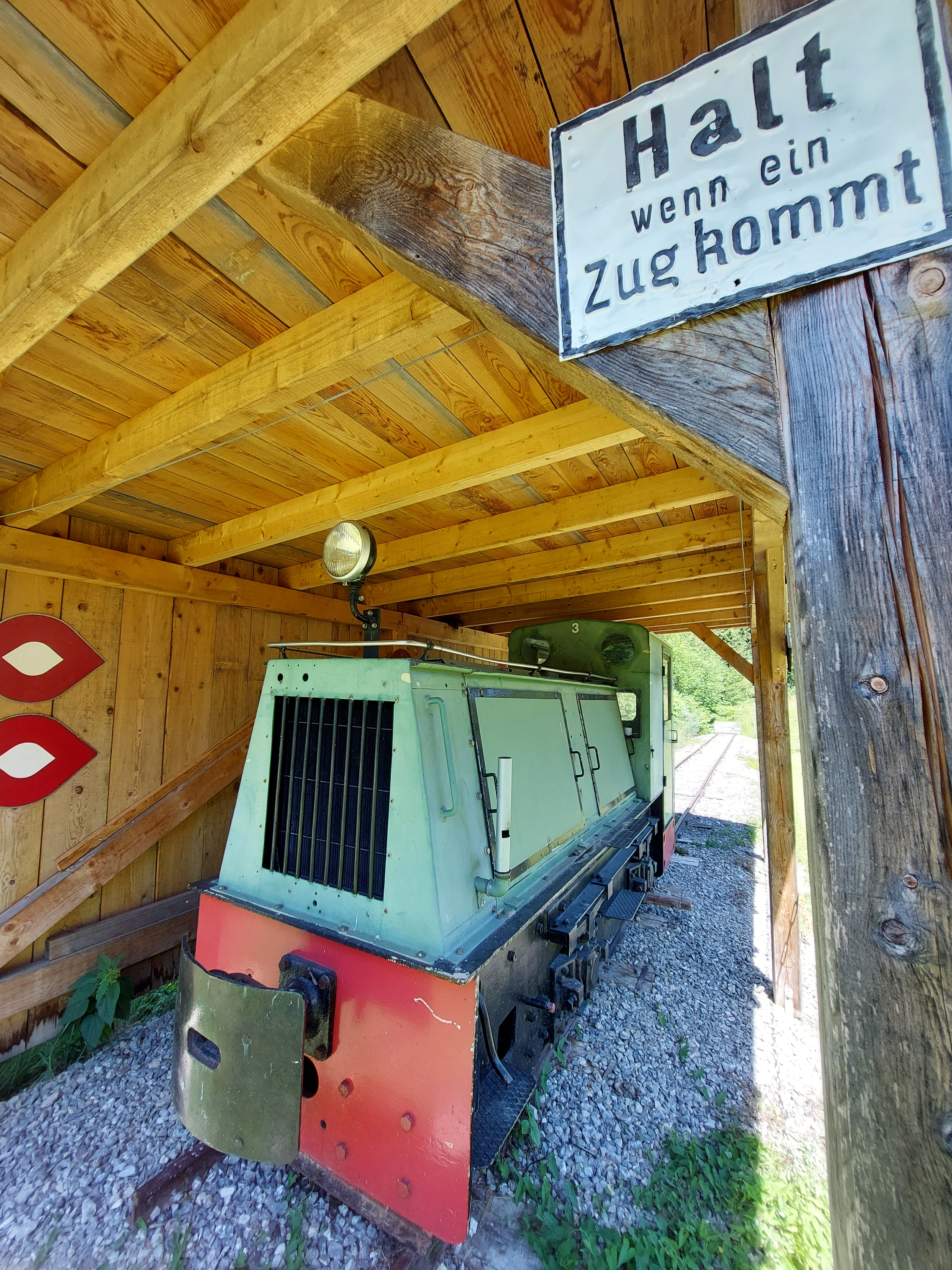
Restaurierte Lokomotive der Waldbahn in der Schallau

Die forstwirtschaftliche Nutzung stellt seit dem 14. Jahrhundert einen zentralen Wirtschaftszweig der Region dar. Insbesondere ab der zweiten Hälfte des 19. Jahrhunderts war die Herstellung von Holzkohle für die Eisenschmelzen und eisenverarbeitenden Betriebe der Eisenwurzen von großer Bedeutung. Im unzugänglichen Hintergebirge war ein Straßenbau mit damaligen Mitteln nicht möglich. Die Trift war die beste Methode, um Holz bis zur Enns zu befördern. Alle Täler wurden für den Holztransport erschlossen, ein ausgeklügeltes System von Klausen wurde angelegt. Wo kein Wasser vorhanden war, mussten die Stämme über Holzriesen zum nächsten Bach befördert werden. Im Einzugsgebiet des Reichramingbaches waren 17 Klausen vorhanden. Die Große Klause am Großen Bach war die zentrale Klaus. Sie wurde 1604 als „Mitterwendt Claus“ erstmals urkundlich erwähnt und war die älteste Vorrichtung im Hintergebirge. Mit der Umstellung der Befeuerung auf Steinkohle wurde die Holztrift unrentabel und die oft stark beschädigten Stämme waren nicht als Bauholz zu gebrauchen. Anfang der 1920er-Jahre wurde beschlossen die Waldbahn Reichraming zu errichten. Sie hatte eine Spurweite von 760 mm und drei Streckenästen, unter anderem durch die Große Schlucht. 1936 wurde das letzte Mal im Hintergebirge getriftet. Am 2. Juni 1971 fuhr der letzte Zug auf der Waldbahn. Nach deren Einstellung wurde die Strecke demontiert und auf den Bahntrassen Forststraßen angelegt. Heute erinnern Themenwege und das Holzknechtmuseum in Reichraming an die vergangene Forstwirtschaft.
Heutzutage ist der westliche Teil des Hintergebirges vor allem im Besitz der Österreichischen Bundesforste. Östlich des Großen Baches schließen zum Ennstal insbesondere die Wälder der Erzdiözese Salzburg an.

### Landwirtschaft

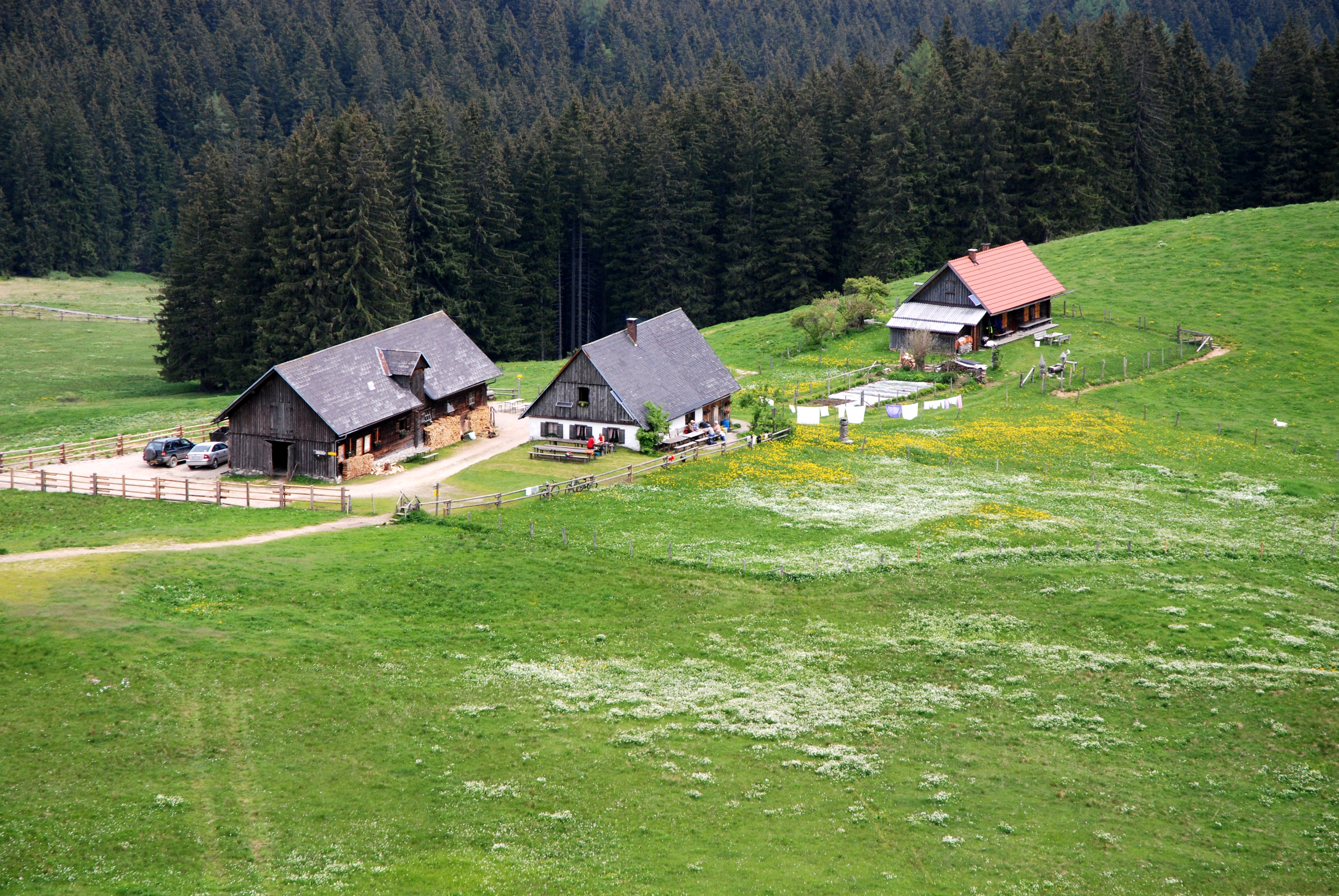
Auf die Ebenforstalm wird seit dem 15. Jahrhundert Vieh aufgetrieben

Die Landwirtschaft ist im Reichraminger Hintergebirge bis auf wenige Ausnahmen auf die Weidenutzung der Almen beschränkt. Meistens werden auf Almen keine Milchkühe mehr gehalten, sondern ausschließlich Galtvieh. Sämtliche Almen im Hintergebirge sind mittelalterliche Rodungsalmen. Urkundlich wird die Blahbergalm (Alpe am Plaberg) 1451 erstmals erwähnt. Für den Großteil der restlichen Almen folgen gesicherte Nachweise der Almrechte im 16. Jahrhundert. Nur ganz wenige wurden erst im 17. Jahrhundert begründet. Die Zahl der aufgetriebenen Nutztiere war im 17. Jahrhundert im Vergleich zu heute deutlich größer. Auf der Schaumbergalm wurden 60 Rinder, 50 Ziegen und 80 Schafe aufgetrieben. Auf der Ebenforstalm wurden im Sommer 35 Kühe, 45 Jungrinder und 270 Ziegen gehalten. Aufgrund der für das natürliche Gleichgewicht zu hohen Viehzahl kam es auf den Almböden zu Degenerationserscheinungen bis hin zur Verkarstung. Die Almbauern gerieten zunehmend in Konflikt mit der Forstwirtschaft, die viel Holz zur Holzkohleherstellung benötigte. Viele Almhütten mussten daher aus Stein gebaut werden. Mit dem Wandel der Landwirtschaft im 20. Jahrhundert waren die Almen für die Höfe im Tal nicht mehr überlebensnotwendig und der Almauftrieb im Sommer wurde häufig eingestellt. Flurnamen wie Annerlalm und Kühböden deuten auf die seinerzeit größere Verbreitung hin, und zahlreiche Grundmauern verfallener Hütten erinnern daran.

### Bergbau

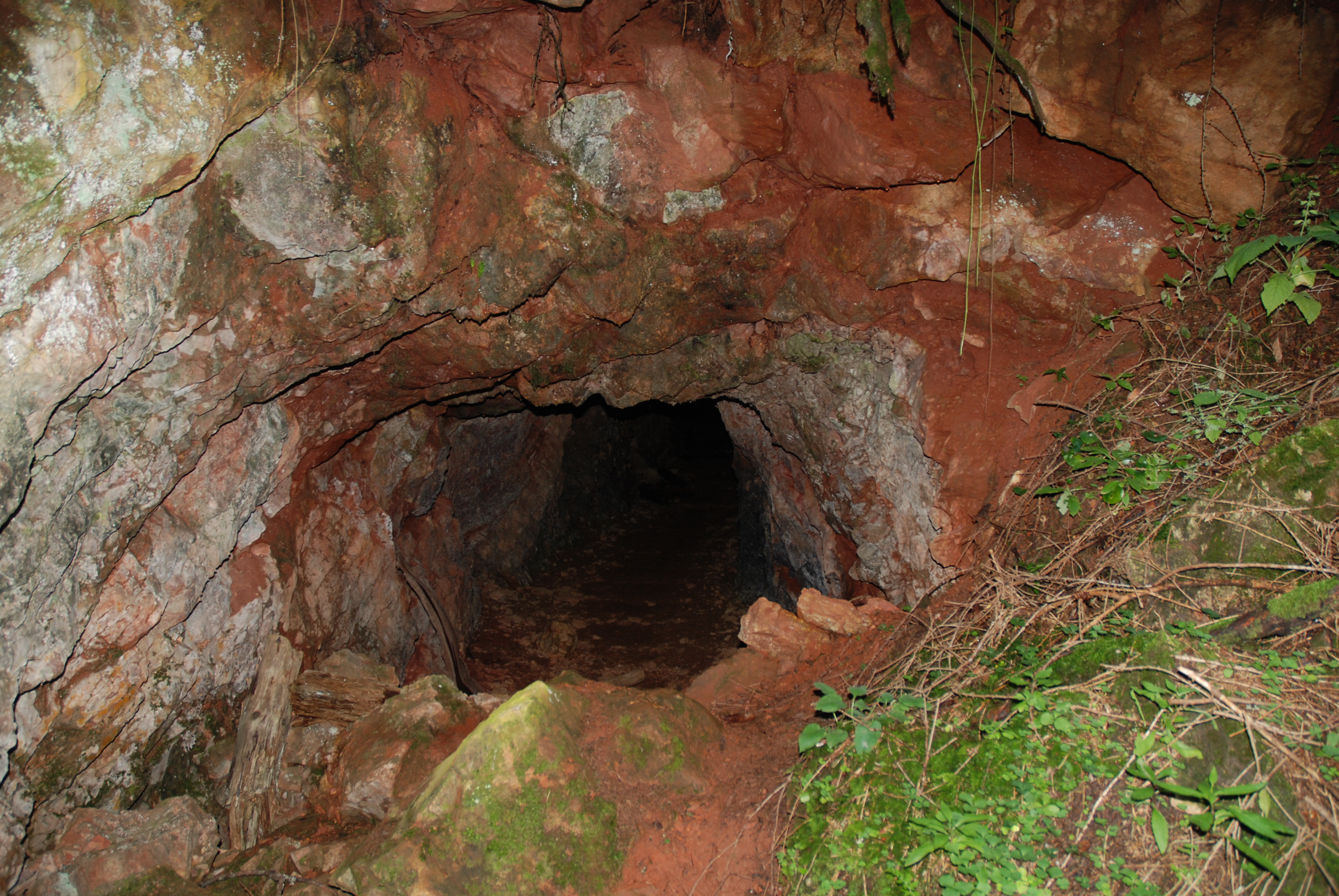
Mundloch eines Stollens am Prefingkogel, 2008

Der Bergbau hat in der Region eine lange Tradition und wurde seit dem 12. Jahrhundert nördlich der Laussa betrieben. Zu Beginn wurde Eisenerz am Blaberg, Prefingkogel und am Breitenberg abgebaut. Ab dem 15. Jahrhundert an der Bodenwies und am Schwarzkogel. Später am Sandl, wo auch Gagat abgebaut wurde. Funde von Steinkohle führten zu einem Aufleben des Kohlebergbaus am Sandl. 1949 wurde dieser jedoch wegen zu hohem Schlacken- und Schwefelgehalt der Kohle eingestellt. Es handelte sich hierbei um kleine Bergbaubetriebe.

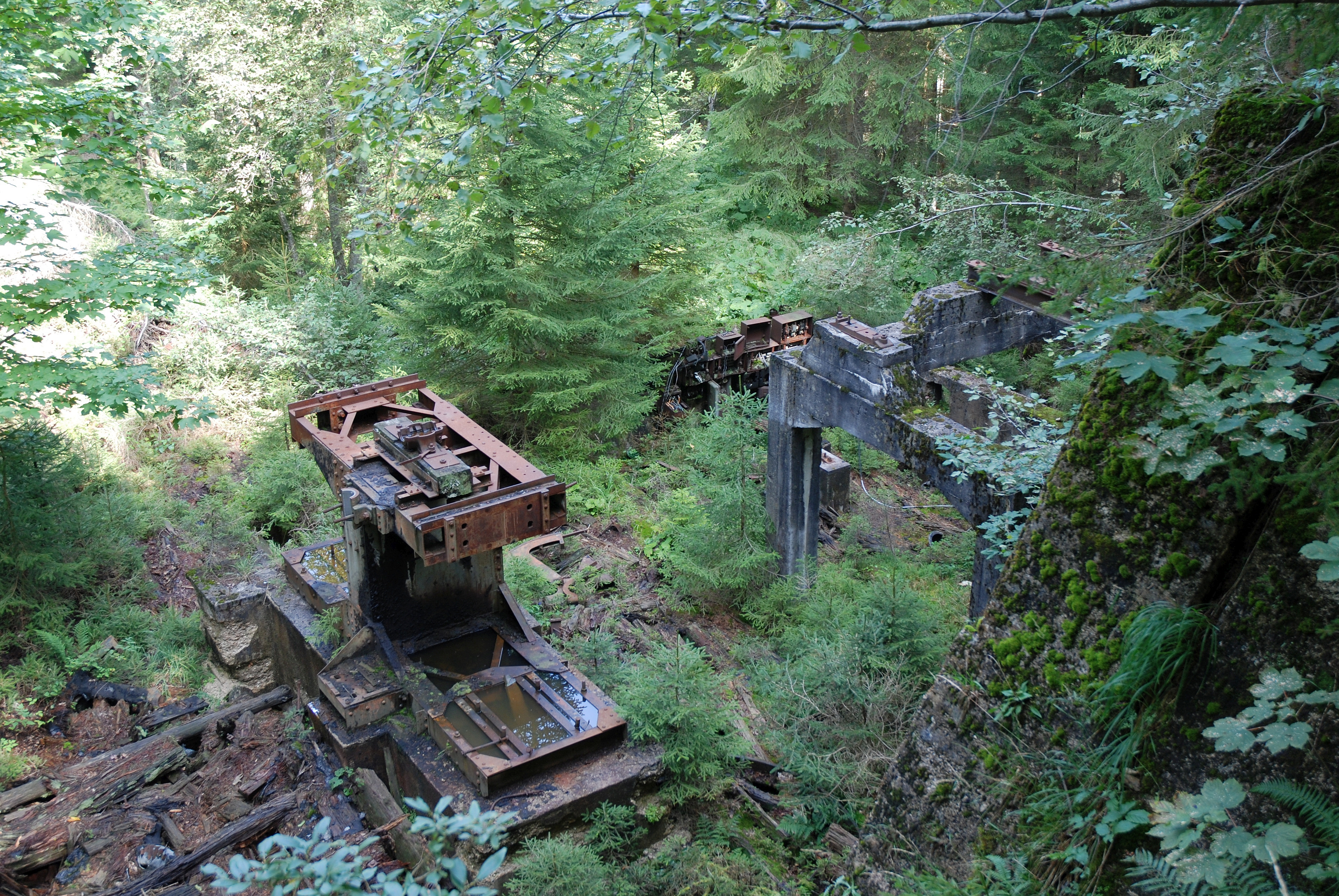
Ruine der Materialseilbahn am Prefingkogel, 2008

In der ersten Hälfte des 20. Jahrhunderts kam es zu einer Intensivierung des Bergbaus im Gebiet um den Prefingkogel, wo zu Beginn Eisenerz und später Bauxit abgebaut wurde. Der Abbau erfolgte in mehreren Revieren. Das gschürfte Erz gelangte über eine fast 14 km lange Materialseilbahn nach Weißenbach an der Enns, wo es auf die Bahn verladen wurde. Bis 1964 florierte der Bauxitbergbau und in der Ortschaft Weißwasser, einst die größte Siedlung im Hintergebirge, lebten rund 130 Arbeiter, wobei nur 20 Familien ständig in Weißwasser wohnten. Es gab eine Schule mit einer Expositurklasse, ein Gasthaus und ein Lebensmittelgeschäft. Mit dem Ende des Bergbaus 1964 wurde die Seilbahn abgerissen und die Ortschaft Weißwasser geschliffen. Ein kleines Museum in einem Nachbau eines Knappenhauses im Dorf Unterlaussa zeugt heute von der Bergbautradition im Reichraminger Hintergebirge.

### Tourismus
Das Reichraminger Hintergebirge ist durch sanften Tourismus geprägt, der sich vor allem auf die Sommermonate beschränkt. Das Hintergebirge wird hauptsächlich zum Radfahren und Wandern genutzt. Das aktuelle Tourismusangebot wird maßgeblich vom Nationalpark Kalkalpen beeinflusst und umfasst vor allem geführte Wanderungen, die den Besuchern die Natur in dieser Region näherbringt.

## Namenskunde

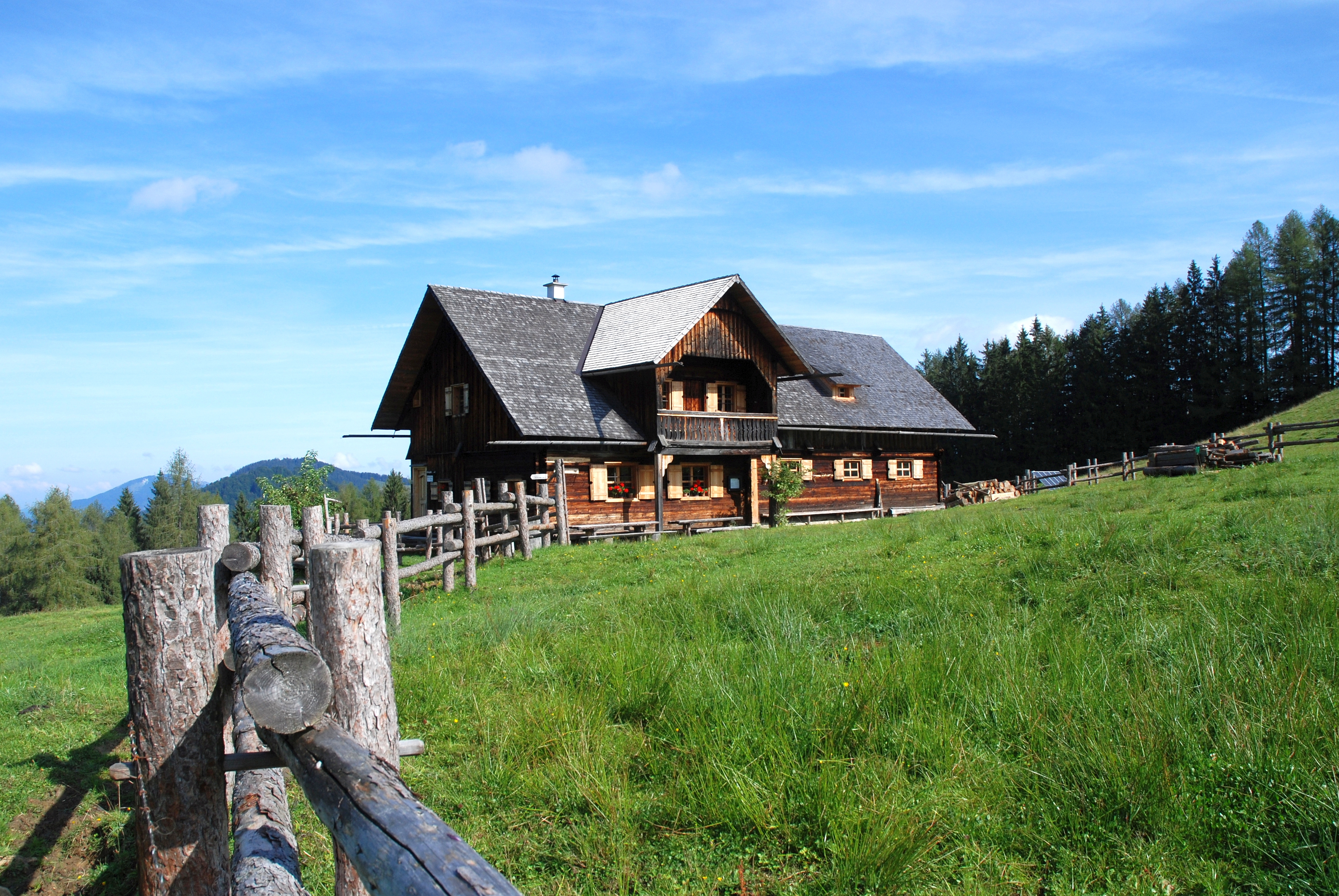
Blahbergalm, 2008

Der Ort Reichraming bzw. der Reichramingbach sind namensgebend für das Gebirge. Viele Flurnamen sind slawischen Ursprungs. Das südliche Oberösterreich und das Ennstal waren Siedlungsraum der Alpenslawen. Raming kommt aus dem slawischen Rubьnica (südslawisch: Ribnica), was „Fischbach“ bedeutet. Reichraming heißt also „reicher Fischbach“. Die Ortsnamen Laussa (slawisch lúža, Sumpf/Pfütze) und Muttling (slawisch motunu, trübes Wasser) weisen ebenfalls auf den slawischen Ursprung hin.
Viele Gipfel und Flurnamen gehen auf den Bewuchs zurück. Das Eibeck bezieht sich auf die Europäische Eibe (Taxus baccata), das Kieneck leitet sich von Kien ab, einer lokalen Bezeichnung für die Waldkiefer (Pinus sylvestris). Der Ahornsattel bezieht sich auf das Vorkommen des Berg-Ahorns (Acer pseudoplatanus) und der Schwarzkogel verweist auf den dunklen Waldbewuchs mit der Weiß-Tanne (Abies alba). Der Vorgipfel des Schwarzkogels wird Tannschwärze genannt. Flurnamen wie Gamsstein, Geiernest, Luchsboden und Hirschkogel verweisen auf das Vorkommen der Tiere und die Jagd im Hintergebirge.
Auf die wirtschaftliche Nutzung verweisen Flurnamen wie Almkogel, Almstein (Alpstein) oder Kühboden. Der Name Blaberg bzw. Blahbergalm bezieht sich auf ein mittelalterliches Blähhaus zum Schmelzen des Eisenerzes. Kohlstatt oder Kohlersgraben stammen vom ehemaligen Betrieb von Kohlenmeilern.

## Siedlungen
Das Reichraminger Hintergebirge ist durch seine steilen, teilweise wild zerklüfteten Kerbtäler ungünstig für Dauersiedlungen und bietet großteils keine Plätze für Äcker und Mähwiesen. Eine Ausnahme bildet der Bereich südlich von Großraming, wo die Rodungsinsel Lumplgraben-Brunnbach etwa 9 km weit in das Waldgebiet vordringt. Meist beschränkt sich die Besiedlung jedoch auf wenige isolierte Berghöfe, Almen und Berghütten. Die Namen der entlegenen Einzelhöfe und Almen enden oft mit -reith oder -reuth und erinnern an die Rodung des Bergwaldes im Zuge der Erschließung des Gebirges.